# Storia di Busto Arsizio
La storia di Busto Arsizio, secondo le ipotesi avanzate da alcuni storici e in seguito riproposte da cultori di storia locale, avrebbe visto i suoi albori con i Liguri. La successiva presenza dei Romani, di cui parlano molti autori, è dimostrata dalla distribuzione urbanistica della città.
Nota nell'Alto Medioevo per la concia delle pelli, la prima menzione della città risale al 1053, anno in cui il nome Bvsti viene citato su una lapide situata nella Basilica di Sant'Ambrogio di Milano.
Con decreto del cardinale Carlo Borromeo, il 4 aprile 1583 Busto Arsizio, allora sotto il dominio del duca Filippo Maria Visconti, venne staccata dal Vicariato del Seprio e messa a capo di quella che fino a quel momento era la Pieve di Olgiate Olona. Da quel momento ebbe dunque un podestà proprio.
Le origini dell'attività che rese la città un centro tessile di primaria importanza risalgono al Medioevo: nel 1375 "quasi in ogni casa batte un telaio", come testimoniato qualche secolo più tardi dallo storico Pietro Antonio Crespi Castoldi nella sua storia di Busto Arsizio (De Oppido Busti Relationes).
Nella seconda metà dell'Ottocento iniziò lo sviluppo del borgo al di fuori della cinta difensiva, lungo la strà Balon (attuale corso XX Settembre) e la strada Garottola (attuale via Mameli). Il 30 ottobre del 1864 Busto Arsizio ottenne nel Regno d'Italia il titolo di città. Grazie all'intensa attività dell'imprenditore Enrico dell'Acqua, sul finire dell'Ottocento acquistò il duplice profilo di città cotoniera e meccanica, assicurandosi in questo modo il benessere economico.
Molti imprenditori costruirono le proprie ville nello stile in voga nei primi anni del Novecento, stile Liberty, tutt'oggi parte importante del patrimonio architettonico bustocco. A partire dal 1928, la storia della città si intreccia con quella di altri due antichi comuni: Sacconago e Borsano, che divennero quartieri. Oggi Busto Arsizio è un moderno centro industriale e commerciale di oltre 83 000 abitanti che si colloca in una delle zone più industrializzate d'Europa, l'Altomilanese.

## Ipotesi sulle origini
Busto Arsizio, secondo alcune ipotesi, avrebbe origini liguri. I Liguri, allo scopo di ricavare spazio per la coltivazione della vite e di alcuni cereali, oltreché per la costruzione di capanne di sassi ricoperte da tetti di paglie, utilizzavano la tecnica dell'addebbiatura: appiccavano cioè il fuoco alla foresta che allora ricopriva l'intera Pianura Padana. Anche in quella che venne successivamente chiamata Silva longa, realizzarono un Bustum, ovvero un nuovo insediamento, che fu l'incipit di quella che oggi è la città di Busto Arsizio. Tale insediamento si sviluppò nei pressi del torrente Tenore, un corso d'acqua che, anticamente, aveva una portata idrica maggiore e più costante di quella attuale. Il torrente, proveniente dalle colline moreniche del basso Varesotto, scendeva lungo le attuali vie Bellini e Montebello.
Secondo tali ipotesi, una prova che Busto Arsizio costituisse un'isola ligure fossile in terra lombarda verrebbe anche dallo studio del dialetto bustocco. I fatti risalirebbero alla preistoria, quando le terre dal Rodano alla val Camonica erano abitate da tribù liguri. Il loro linguaggio nella seconda metà del primo millennio a.C. fu trasformato prima dalla dominazione gallica, che però non penetrò dappertutto in egual misura (nel caso di Busto Arsizio le tracce sono scarse), e poi da quella più profonda ed incisiva dei Romani. Busto Arsizio, dunque, avrebbe costituito per lungo tempo un'enclave ligure immersa nella terra insubre ed avrebbe avuto pertanto solo un modesto contatto con quelle popolazioni celtiche che arrivavano a varie ondate dal centro Europa attraversando le Alpi. Ciononostante, alcune antiche contrade della città, come quella di Sciornago, presentano le tipiche terminazioni celtiche. Lo stesso si può dire di Sacconago e Borsano, i cui suffissi "-ago" e "-ano", insieme ad "-ate" (riscontrabile nella vicina città di Gallarate), erano proprie degli Insubri.
Il fatto che l'area fosse abitata in età romana è indicato, secondo alcuni, dall'andamento regolare delle vie del centro storico e dal ritrovamento di alcuni oggetti di epoca tardo-romana, probabilmente dell'epoca tra il II e il IV secolo d.C. Da un punto di vista amministrativo, faceva parte della regio XI Transpadana. Una collocazione temporale attendibile di un primo insediamento romano si colloca attorno al 200 a.C., quando i Celti vennero sconfitti e sottomessi; con la bonifica della zona dell'Alto Milanese, venne fondata una colonia agricola di Busto.
Sul territorio di Busto Arsizio (ma lontano dal centro abitato), in epoca romana, passava la via Severiana Augusta, strada romana consolare che congiungeva Mediolanum (la moderna Milano) con il Verbannus Lacus (il Lago Verbano, ovvero il Lago Maggiore), e da qui al passo del Sempione (lat. Summo Plano).

## Alto Medioevo

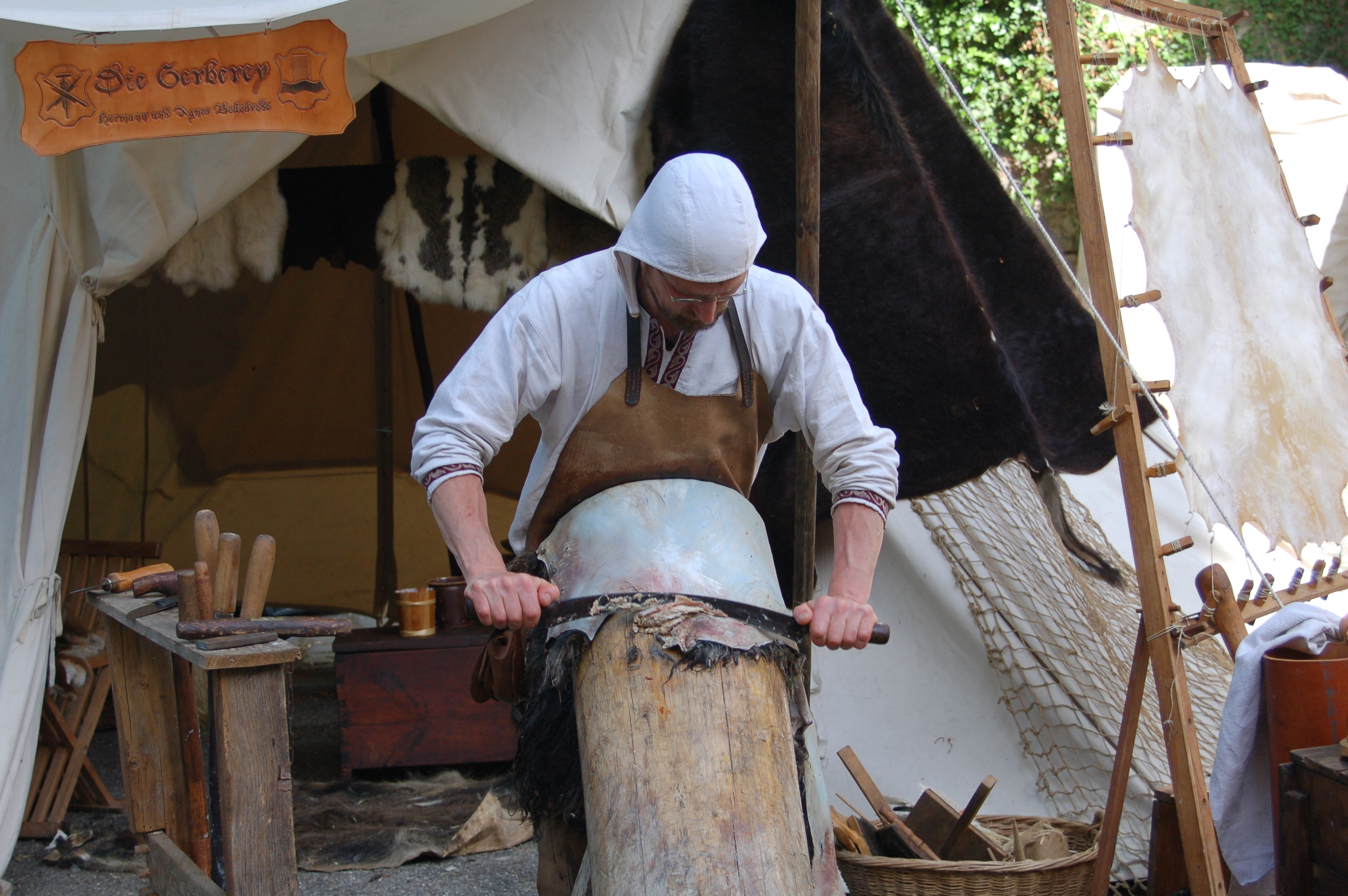
Concia delle pelli in una ricostruzione storica

Nota nell'Alto Medioevo per la concia delle pelli, la prima menzione della città risale al 1053, anno in cui il nome Bvsti viene citato su una lapide situata nella Basilica di Sant'Ambrogio di Milano. Altre citazioni sono del XII secolo, in due documenti del 1119 e del 1140.
In questo periodo il locus Busti seguì le vicende dell'odierna Castelseprio, centro che conobbe un periodo di notevole splendore dopo le invasioni barbariche. I Longobardi, a partire dal VI secolo, ne fecero la roccaforte più importante della regione a nord di Milano. Il dominio longobardo diede il colpo di grazia alle superstiti istituzioni romane ed instaurò un nuovo ordinamento politico, civile ed economico già di tipo quasi feudale.
La dominazione longobarda cessò quando Carlo Magno sconfisse il re Desiderio, la cui caduta si ebbe nel 774. Alle istituzioni longobarde si sostituirono quelle dei Franchi: ai duchi si opponevano i conti ed i marchesi, ed il feudalesimo era alle porte.
Per quanto riguarda il periodo carolingio e quello successivo dei regni d'Italia si assiste ad una mancanza, per quanto riguarda Busto Arsizio, di documentazione. Il locus Busti continuò a far parte del contado del Seprio, che divenne così potente da avere una propria zecca. Per quanto riguarda le istituzioni ecclesiastiche, Busto Arsizio dipendeva da Olgiate Olona, capo pieve.

## Basso Medioevo

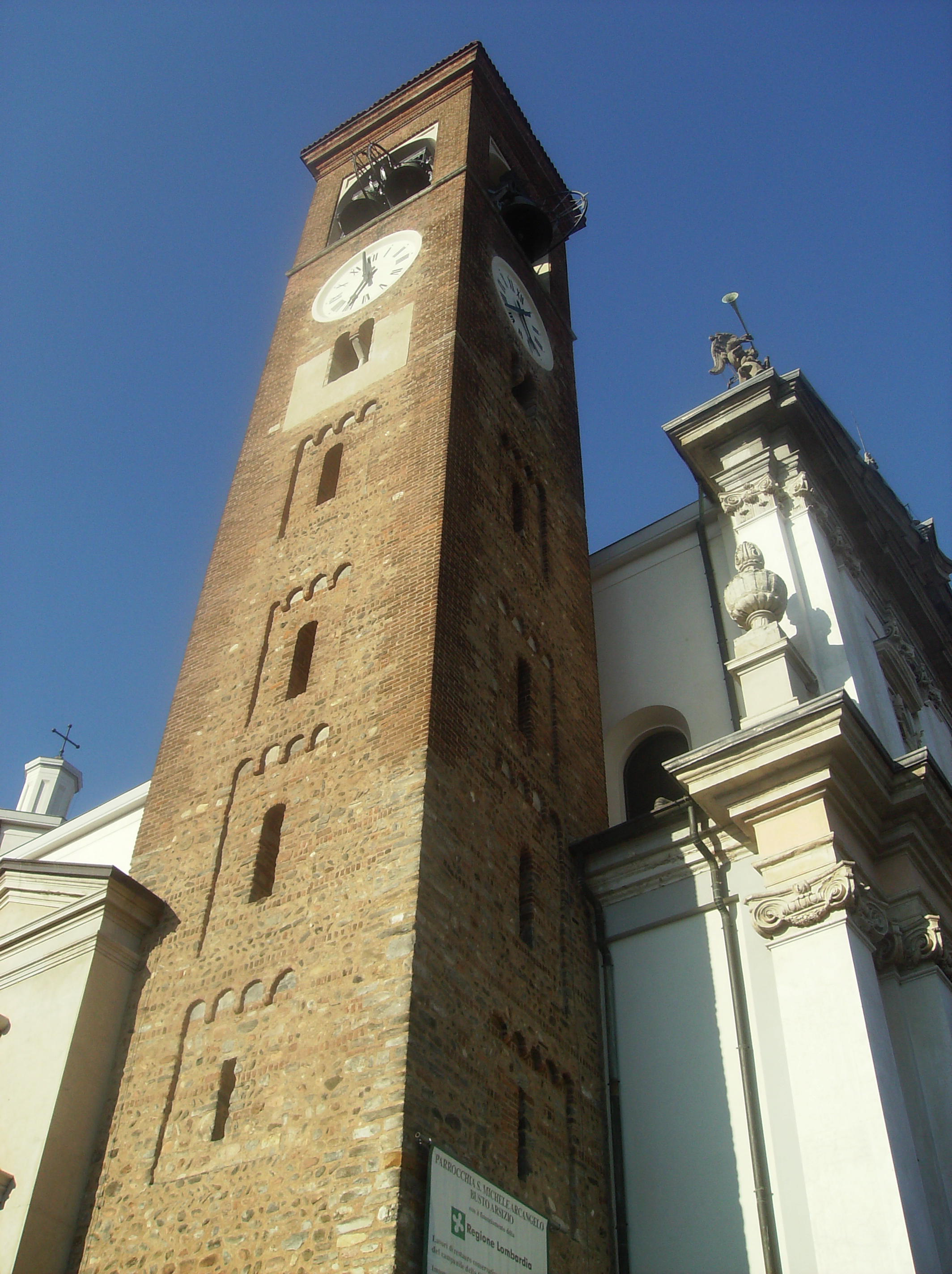
Campanile di San Michele Arcangelo, la cui base risale agli anni intorno al 1000

La più antica costruzione tuttora esistente nella città è costituita dalla base del campanile della chiesa di San Michele Arcangelo, risalente al IX secolo o X secolo. La dedica della chiesa a san Michele Arcangelo, il cui culto era particolarmente diffuso presso i Longobardi, ha fatto supporre un originario insediamento di quella popolazione nei pressi della chiesa, che nella sua fase attuale dovette sostituire un più antico edificio di culto di minori dimensioni. La presenza di una fortificazione concorda con la posizione del sito, che si trova nel punto più alto dell'antico territorio comunale e con l'appellativo di borgo, assunto di epoca medievale dall'antico locus Busti.
Verso l'anno Mille il locus Busti era un feudo di una famiglia di capitani di Milano, aveva un castello e cominciava a influenzare le lotte tra il popolo, i feudatari minori e i militi. Il cronista milanese Galvaneo Fiamma dichiarò che tra i sostenitori dell'arcivescovo Ariberto d'Intimiano nelle lotte contro i nobili minori, vi erano i capitani di Busto Arsizio, che come tutti i capitani erano contro le libertà comunali.
L'autonomia del contado del Seprio venne minacciata dalla crescente potenza del comune di Milano. Questa situazione favorì i tentativi di sottrarsi alla giurisdizione del conte da parte di Busto Arsizio. Era il periodo appena precedente alla formazione della Lega Lombarda, fondata nel 1167 per contrastare Federico I detto il Barbarossa nel suo tentativo di allargare l'influenza imperiale nella regione padana. Infatti, tre anni prima, 9 giugno 1164 Federico I concesse a Rainaldo di Dassel, arcivescovo di Colonia e arcicancelliere del Sacro Romano Impero un feudo che comprendeva la pieve di Dairago (con l'antico comune di Capopieve e ampi territori nella zona), Busto Arsizio, (facente parte della pieve di Olgiate Olona) e Bernate. Federico I fu sconfitto nella celebre battaglia di Legnano, combattuta il 29 maggio 1176. Le prime fasi dello scontro ebbero come teatro le campagne tra Busto Arsizio e Borsano oppure, secondo altre fonti, la zona tra Borsano e Legnano. Alla battaglia prese parte, tra gli altri, la cosiddetta Compagnia della Morte, di cui faceva parte una folta schiera di Bustesi.
Il XII secolo bustocco fu caratterizzato dalla crescita del borgo, che vedeva svolgersi al suo interno il fenomeno, comune a buona parte dell'Italia, della formazione del gruppo sociale della borghesia. Forte della loro condizione economica, i borghesi (mercanti, proprietari terrieri e proprietari di case) volevano partecipare attivamente alla vita pubblica.
Il borgo fu fortificato, venendo dotato di mura difensive e fossato. Il Tenore fu deviato e condotto nel fossato orientale (attuale piazza Manzoni), dove si trovava il castello. All'altezza di Porta Piscina, una delle quattro porte bustesi (le altre erano Porta Savico, Porta Basilica e Porta Sciornago), venne creato un piccolo canale, che costeggiava la contrada Piscina (attuale via Matteotti). Questo con portata regolare andava ad alimentare una vasca al centro di Piazza Santa Maria, chiamata Piscina, fondamentale per l'approvvigionamento idrico della popolazione. La Piscina aveva anche un emissario, che raccoglieva gli scoli del mercato-macello pubblico (la beccaria). Questo percorreva l'attuale via Bambaia (che fino all'Ottocento aveva il nome di contrada del Riale) e si andava infine a disperdere in alcuni campi a sud-est del borgo, che venivano così irrigati.
Alla fine del XII secolo e al principio del successivo, come si legge negli Statuti della compartizione delle strade e delle fagie, il locus aveva in carico 1526 braccia sulla strada di Rho, una delle sei strade che facevano capo alle sei porte principali di Milano e lungo le quali erano state aggregate le sei circoscrizioni (dette "fagge"). Nel 1212 furono creati i consoli delle fagge e Busto Arsizio fu assegnata al I Consolato di Porta Ticinese e Vercellina, che comprendeva il territorio dell'Alto Milanese tra il Ticino e l'Olona.
All'inizio del XIII secolo viene creata a San Giovanni la prima porzione curata del borgo. Della prima metà del secolo è la notizia di una comunità monastica di Suore Umiliate situata nella Contrada Basilica, mentre il borgo si sviluppa economicamente grazie alla produzione tessile del fustagno e della bombasina. A questa casa, nel 1278 se ne aggiunse un'altra, collocata in Contrada Platea.

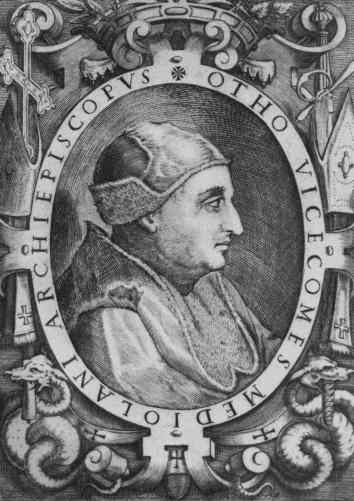
Il vescovo Ottone Visconti, sotto il quale Busto Arsizio venne elevata al rango di borgo nel 1287

Nel 1287, dopo un'ennesima riconquista, l'arcivescovo di Milano Ottone Visconti ordinò la distruzione di Castel Seprio e Busto Arsizio assurse così a borgo, appellativo che indicava i paesi dotati di un mercato e di una fortificazione.
Il favore dei Visconti, divenuti vicari imperiali, contribuì al miglioramento delle condizioni e alla presa di vigore del borgo con la ricostruzione ad opera di Alberto Confalonieri del castello e delle mura. I borghigiani costruirono fortini, porte e ponti levatoi. Data la generosità e la religiosità del popolo di Busto Arsizio, parte della crescente ricchezza del borgo fu consacrata, attraverso dei benefici, alle chiese di San Giovanni Battista, San Michele Arcangelo e Santa Maria di Piazza.
Nel XIV secolo erano attive in città diverse confraternite e consorzi che si occupavano dell'assistenza ai malati, tra i quali la Scuola dei Poveri.
Nel 1343 anche San Michele venne dotata di un curato porzionario, per la cura delle anime delle contrade di Pessina e Sciornago (quest'ultimo a metà con San Giovanni, vista la topografia del luogo). Di fatto, San Michele diventò parrocchia indipendente. Della metà del secolo è la notizia della creazione di una seconda porzione curata a San Giovanni.
Nel 1375 "quasi in ogni casa batte un telaio", come testimoniato qualche secolo più tardi dallo storico Pietro Antonio Crespi Castoldi nella sua storia di Busto Arsizio (De Oppido Busti Relationes).
Nel 1402 morì Gian Galeazzo Visconti, il quale, nel 1395, aveva ottenuto l'elevazione al rango di duca di Milano. Il titolo e la signoria sui vasti possedimenti viscontei passarono al primogenito Giovanni Maria Visconti, tredicenne, motivo per cui lo Stato venne governato dalla vedova duchessa Caterina. In quel periodo il borgo, che era suddiviso nelle quattro contrade (Pessina, Sciornago, Basilica, e Savico), fu oggetto di gravi minacce da parte di Facino Cane che voleva saccheggiarlo. Gli abitanti, nel pomeriggio del 4 aprile 1408 vennero richiamati dal suono delle campane ed accorsero alle mura con la volontà di respingere l'aggressore. Dopo aver chiuso le quattro porte del borgo, venne costruito un secondo terrapieno. Un messo, che chiese di parlare col comandante del castello, venne messo in fuga da una scarica di frecce degli assediati. Dopo altri stratagemmi andati a vuoto, Facino Cane si allontanò da Busto Arsizio pensando che fosse meglio rivolgere i suoi assalti a popolazioni meno fiere. Gli abitanti del borgo attribuirono la vittoria all'intervento dei Santi Re Magi, ai quali dedicarono la porta settentrionale di Busto Arsizio.
Nel 1427 nacque in territorio bustese, cioè alla Cascina Verghera, poi Cascina dei Poveri, Giuliana Puricelli, dichiarata beata da papa Benedetto XIV e ricordata anche in un sonetto di Giuseppe Parini.
La creazione della terza porzione curata di San Giovanni è datata 1434. Sei anni dopo, nel 1440 venne istituito il primo tribunale, con la concessione al primo podestà in loco del borgo del potere di "dirimere qualsiasi questione o lite civile e criminale, somma o valore e di sentenziare e di applicare pene pecuniarie e corporali fino all'estremo supplizio compreso".

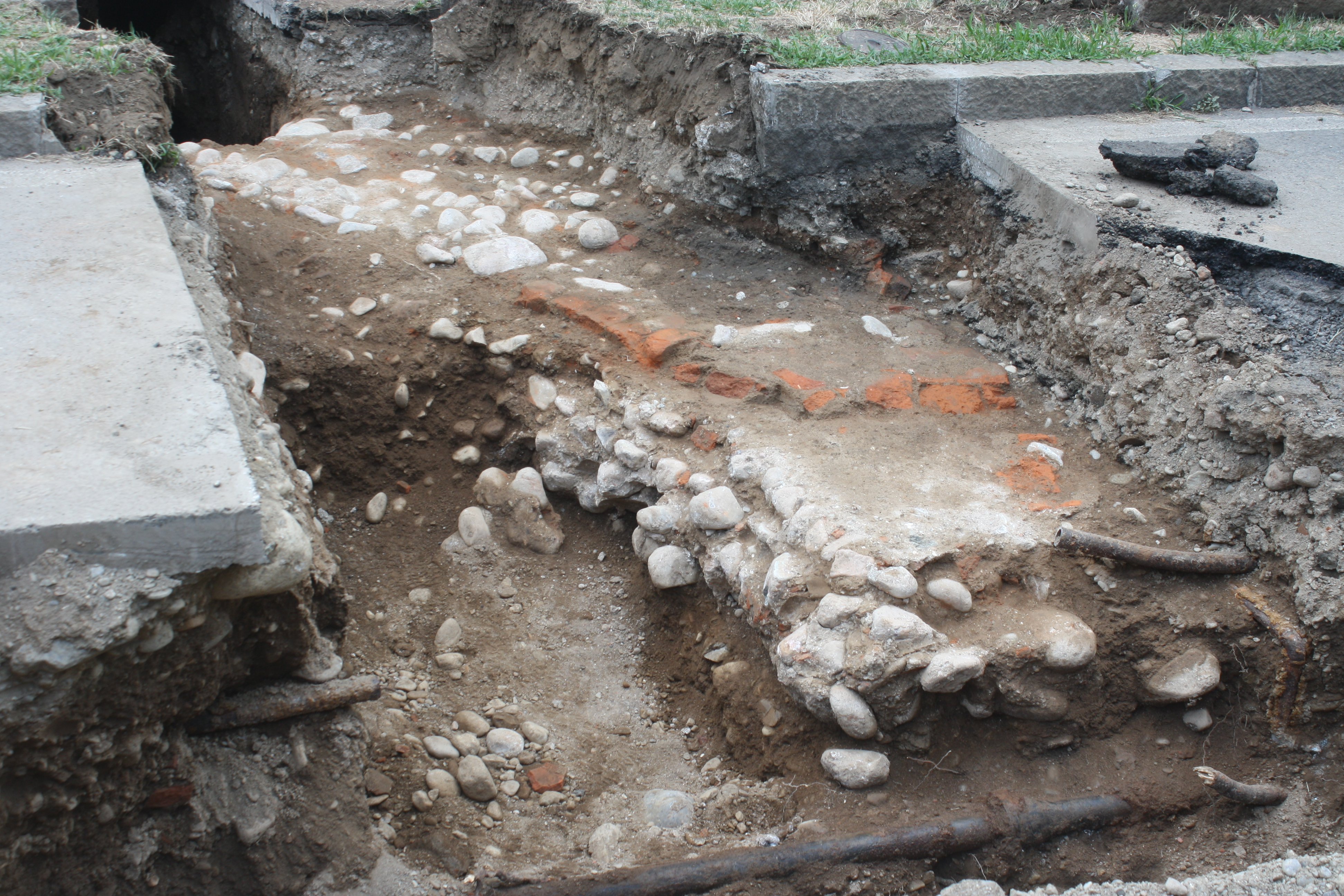
I resti delle fortificazioni del borgo di Busto Arsizio antecedenti il 1500, rinvenuti nel 2019 nei pressi della villa Ottolini-Tovaglieri

Dopo la parentesi tumultuosa, tra il 1447 e il 1450, della Repubblica Ambrosiana, Busto Arsizio pattuì il passaggio sotto Francesco Sforza procurandosi i favori dello stesso duca, il quale confermò ai borghigiani il privilegio del podestà in loco e si oppose alla richiesta avanzata dai gallaratesi che chiedevano che Busto Arsizio tornasse sotto il loro vicariato. Il borgo attraversò così un periodo di intenso splendore anche sotto la dominazione degli Sforza, soprattutto dal punto di vista artistico e culturale, nonostante le guerre, le devastazioni, i saccheggi, le carestie e le pestilenze che accompagnarono la Lombardia nel corso del XVI secolo. Per quanto riguarda la peste, si ebbero altre epidemie nel 1451 e nel 1468. Inoltre, secondo il Crespi Castoldi, morirono a Busto Arsizio 1 100 persone nel tra il 1484 e il 1485.
Nel 1488 Ludovico Sforza detto "il Moro", vista l'importanza che aveva conquistato il borgo di Busto Arsizio, lo elevò al rango di Contea, subordinando politicamente e giuridicamente Legnano a Busto ed istituendo il tribunale nel borgo bustocco. Praticamente Busto Arsizio diventò capoluogo dell'area. Si venne formando così, verso la fine del secolo, un ambiente culturale umanistico, sull'esempio della corte Sforzesca di Milano. Si può dire che, a Busto Arsizio, il Medioevo terminò con 4 anni di anticipo.

## XVI secolo

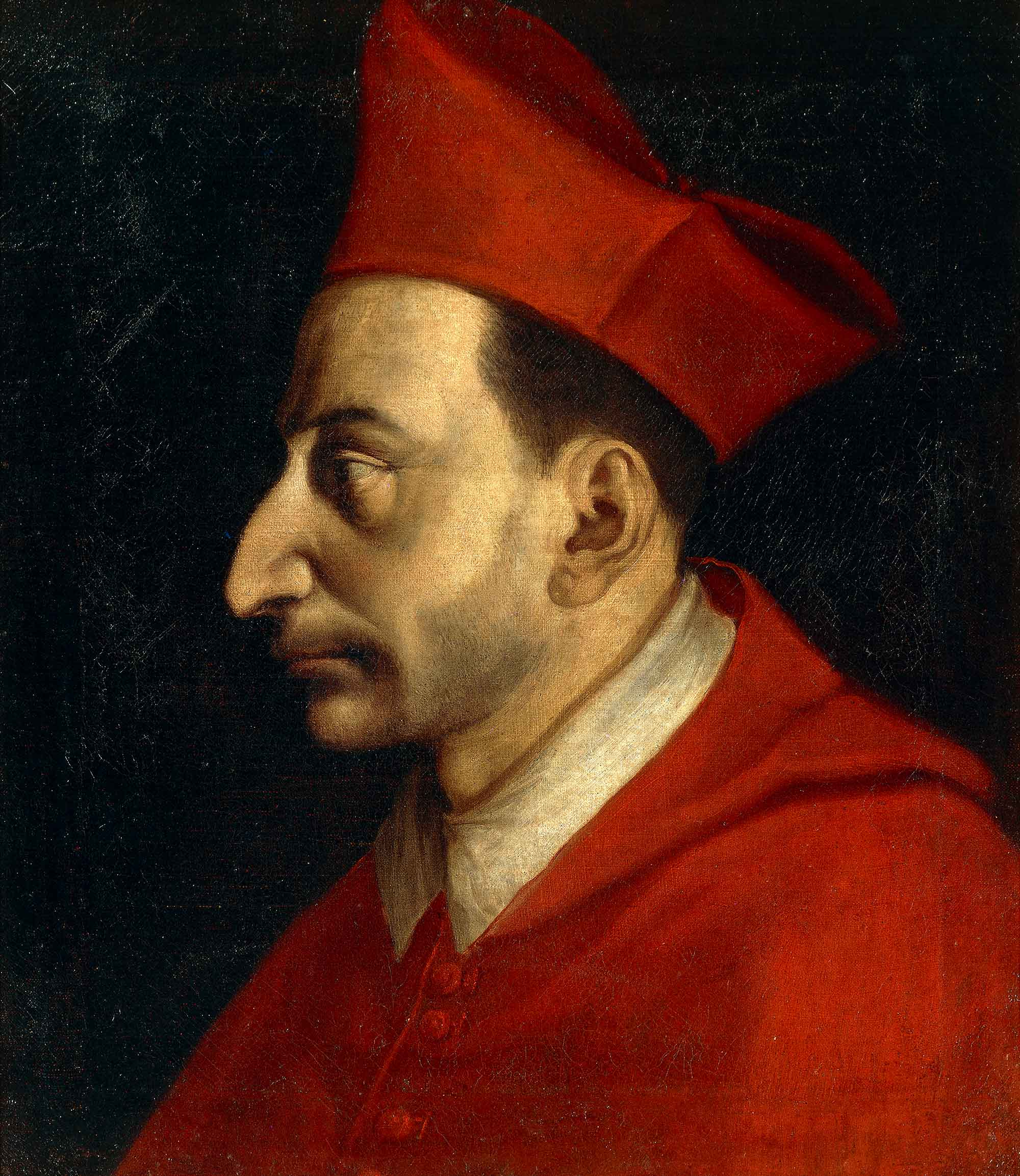
L'arcivescovo San Carlo Borromeo. Nel 1583 ordinò il trasporto della sede plebana da Olgiate Olona a Busto Arsizio, a seguito della sua visita pastorale.

Nel XVI secolo, Busto Arsizio era rinomata per la produzione del fustagno ma l'occupazione principale degli abitanti restava l'agricoltura; i raccolti erano soprattutto di cereali e vino.
Nel 1511, gli austriaci della Lega Santa vi sconfissero i francesi.
Nel 1512 venne creata la seconda porzione curata di San Michele, la quinta del borgo. Il primo curato porzionario fu Crespolo Crespi.
Nel 1524 ebbe luogo una forte epidemia di peste sul territorio, che causò la morte di 5 000 abitanti del borgo. Nel 1535 Francesco II Sforza morì senza lasciare discendenza e il casato si estinse. Terminò così il periodo delle dominazioni nostrane e iniziò quello della soggezione allo straniero. Nel 1540, sotto la dominazione spagnola, iniziata già sotto l'ultimo Sforza, ci fu una nuova epidemia di peste, che causò gravi danni alla popolazione.
Nel corso del secolo, la Scuola dei Poveri, che si occupava dell'assistenza ai malati, assorbì le altre associazioni e confraternite del settore; il 22 settembre 1566, con Bolla Papale, la Cascina dei Poveri, appartenente alla Scuola, venne resa autonoma.
Dopo la morte, avvenuta a Lione, del conte Luigi Visconti di Busto Arsizio senza lasciare eredi maschi, la Contea di Busto Arsizio tornò alla Camera ducale milanese e venne richiesta nel 1568 da Pietro Antonio Marliani. Nel 1569 venne eseguita una ricognizione diretta sul territorio per stimare i beni del borgo, leggendo la quale si viene a sapere che esso era circondato da un fossato e da un bastione di terra e che contava "focholari quattrocentoventi" (circa 3 500 abitanti). Nel 1573, quando era "console" di Busto Arsizio Gabriele de' Turati, il senatore Pietro Antonio Marliani tornò ad interessarsi del borgo e superò le offerte dei concorrenti presso la Regia Camera. Solo dopo la conclusione di varie liti con alcuni nobili che non volevano prestare fedeltà ai Marliani, sei anni dopo la richiesta il Regio Senato poté approvare l'infeudazione e Paolo Camillo Marliani divenne il nuovo feudatario di Busto Arsizio.
Quanto alla popolazione, nel 1574 viene fornita la cifra di 3 007 abitanti divisi in 515 nuclei familiari, di cui parecchi ad impianto patriarcale, cifra che faceva di Busto Arsizio il centro più popoloso dell'Alto Milanese.
Nel 1576, l'arcivescovo Carlo Borromeo aggregò le monache del monastero vecchio o di Santa Maria Maddalena di Busto Arsizio, di regola benedettina, con le religiose del monastero nuovo o di San Girolamo, di regola agostiniana, fondato da Orsina Caniani a metà del XV secolo. Al momento dell'aggregazione l'arcivescovo impose al nuovo monastero la regola benedettina. Lo stesso anno è ricordato anche per la peste di San Carlo, che però a Busto Arsizio fu meno forte che nel milanese.
Con decreto del cardinale Carlo Borromeo, il 4 aprile 1583 Busto Arsizio venne staccata dal Vicariato del Seprio e messa a capo di quella che fino a quel momento era la pieve di Olgiate Olona con un podestà proprio. L'arcivescovo, durante una visita pastorale, aveva constatato la decadenza irrimediabile di Olgiate Olona, che contava allora circa 600 abitanti, in contrasto con la rigogliosa vita religiosa e civile di Busto Arsizio e dei suoi oltre 3 000 abitanti. La pieve di Busto Arsizio comprendeva i comuni di: Cairate, Fagnano Olona, Solbiate Olona, Olgiate Olona, Castellanza, Sacconago e Villa Cortese sulla sponda ovest dell'Olona e Gorla Maggiore, Gorla Minore, Prospiano, Marnate, Castegnate, Rescalda e Cislago sulla sponda est. Nel 1594 si ebbero dati ufficiali sugli abitanti che si aggiravano sulle 5 400 unità. L'età media era di poco più di 26 anni.
La prefetta del monastero di Busto Arsizio fece demolire la chiesa di Santa Maria Maddalena, eretta nel XV secolo ad uso delle monache e, grazie alle offerte dei contadini, ne fece innalzare un'altra, la cui prima pietra fu posta il 6 gennaio 1591.

## XVII secolo

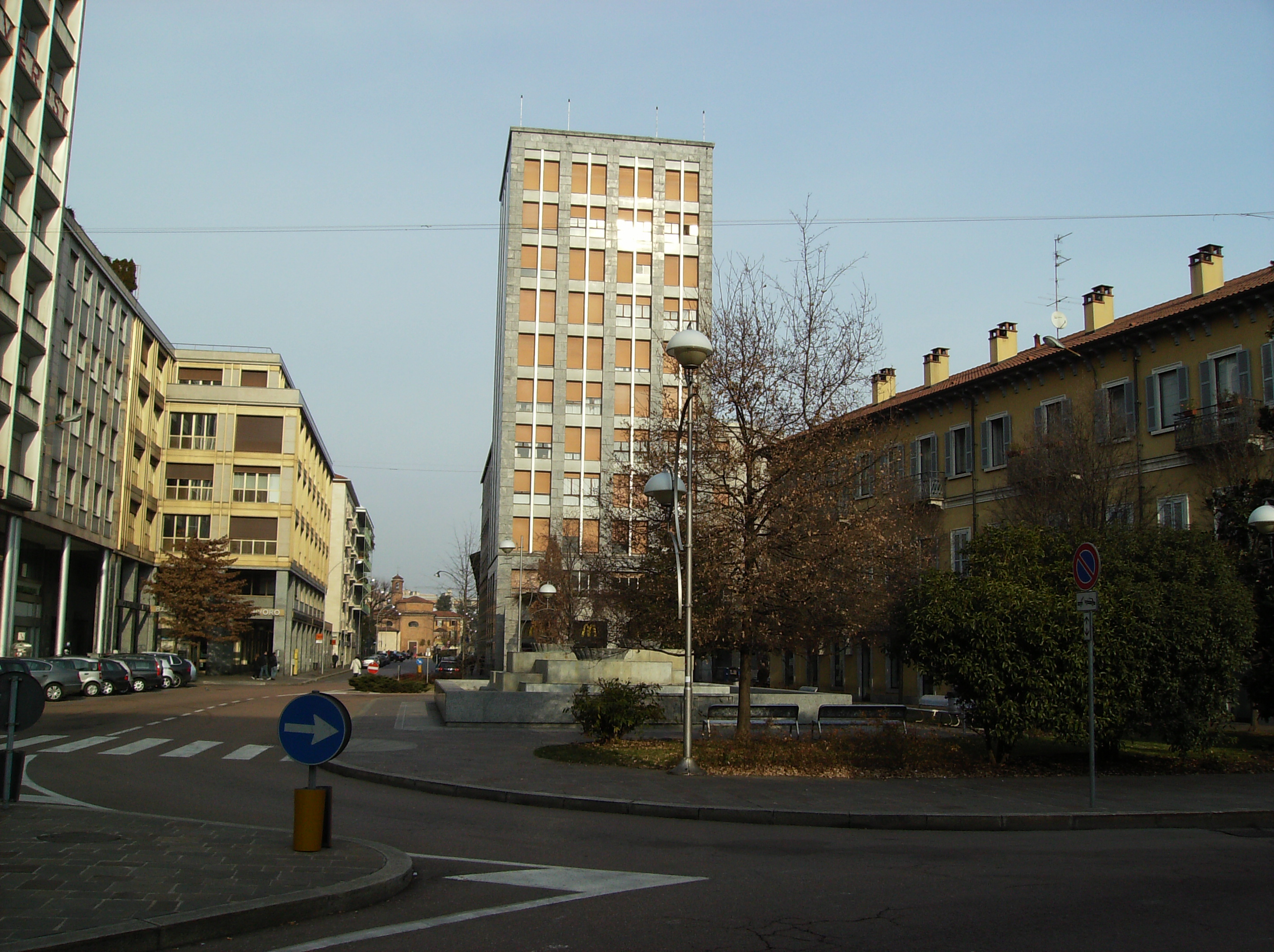
Piazza Giuseppe Garibaldi, un tempo "prato di Porta Basilica"

Nella Busto Arsizio del Seicento il terrapieno e il fossato che circondavano il borgo medievale erano ormai inutili e per questo motivo erano stati parzialmente livellati o comunque abbandonati. Restavano le quattro porte antiche, con i relativi ponti di scavalcamento del fossato: la porta di Basilica ad est (che dava accesso alla contrada più vasta e popolata), la porta di Pessina (o Piscina) ad ovest, la porta di Savico a nord e la porta di Sciornago anche lei a ovest all'altezza della Chiesa di S. Rocco.
In corrispondenza delle porte, superato il fossato, si aprivano ampi spazi ad utilizzo pubblico, detti "prati". Le quattro contrade convergevano nella piazza di Santa Maria, con i portici del mercato settimanale, denominata platea magna. Nel 1602 vivevano a Busto Arsizio 2 945 abitanti, suddivisi in 585 fuochi (l'unità fiscale per i versamenti dei tributi, corrispondente alla famiglia in senso esteso).
L'abbandono del fossato fu dovuto anche alla notevole riduzione della portata idrica del torrente Tenore, che ormai era ricco d'acque soltanto in periodi di piogge copiose. La diminuzione della portata idrica del Tenore fu causata da un mutamento climatico. Alla fine del '500 iniziò, infatti, la cosiddetta "piccola era glaciale", che vide una diminuzione della temperatura con il conseguente aumento dei ghiacci sui monti e la diminuzione delle acque in pianura. Le magre portate del Tenore, vengono così inghiottite dai permeabilissimi terreni ciottolosi delle brughiere a nord del borgo. A Busto, l'alveo, quasi sempre asciutto del Tenore, diventò la via dei sassi (attuali vie Galvani e Bellini).

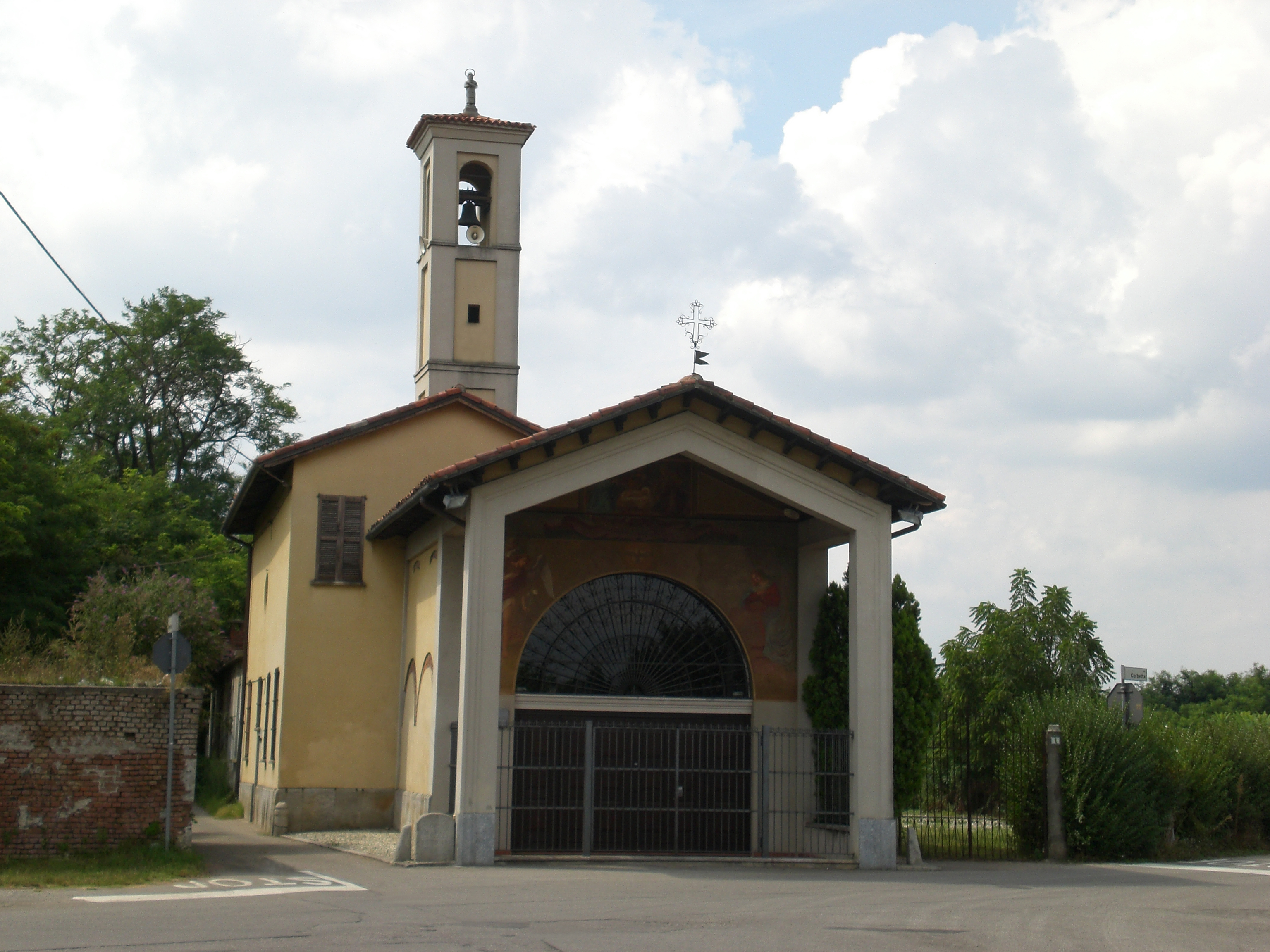
Chiesa di Madonna in Veroncora

Durante il Seicento furono attuati interventi in quasi tutti i luoghi di culto esistenti di Busto Arsizio: le ricostruzioni delle chiese di San Giovanni Battista (1609-1635) e San Michele Arcangelo (1652-1679), la costruzione della chiesa della Madonna in Veroncora (prima del 1630), della chiesa di San Gregorio in Camposanto (1657-1659), dell'oratorio della Cascina dei Poveri (1665-1668), del mortorio presso san Giovanni (1689-1692), dei campanili di santa Croce e di santa Maria Maddalena (1603), poi entrambi distrutti, l'ampliamento di Madonna in Prato (1605 circa) e di Sant'Antonio (1670) e i restauri nella primitiva chiesa di San Rocco (1603-1614).
Intorno al 1625 il cosiddetto Codice di Busto, un evangeliario risalente al IX secolo, e che pertanto costituisce il più antico documento completo sulla liturgia ambrosiana, passò dalla canonica di Olgiate Olona a quella di Busto Arsizio ed in seguito alla Biblioteca capitolare di San Giovanni Battista.

Palazzo di Giustizia (ex-residenza dei conti di Busto Arsizio)

Per quanto riguarda l'amministrazione della contea di Busto Arsizio, nel 1613 il conte Paolo Camillo abdicò in favore del primogenito Luigi Marliani. Nel 1630 Luigi morì di peste a Milano e gli successe il nipote Carlo Marliani, di soli ventiquattro anni, il quale mantenne la carica fino al 1653.
Anche se nessuna chiesa di Busto Arsizio, al tempo, poteva vantare il titolo di sede prepositurale, il borgo poteva vantare ben cinque curati porzionari. Ciascuno di essi costituiva la guida spirituale di una frazione di Busto Arsizio ed era titolare di una prebenda specifica. Tre di essi risiedevano presso la chiesa di San Giovanni Battista ed altri due erano residenti presso la chiesa di San Michele Arcangelo.
Nei primi trent'anni del XVII secolo venne realizzata nel borgo un'opera idraulica di notevole rilievo: la copertura del Tenore. Nel 1631,, in seguito alla riduzione della portata d'acqua del torrente, dovuta alla piccola glaciazione, la Piscina di Piazza Santa Maria si era trasformata in uno stagno maleodorante e di conseguenza si decise l'interramento.

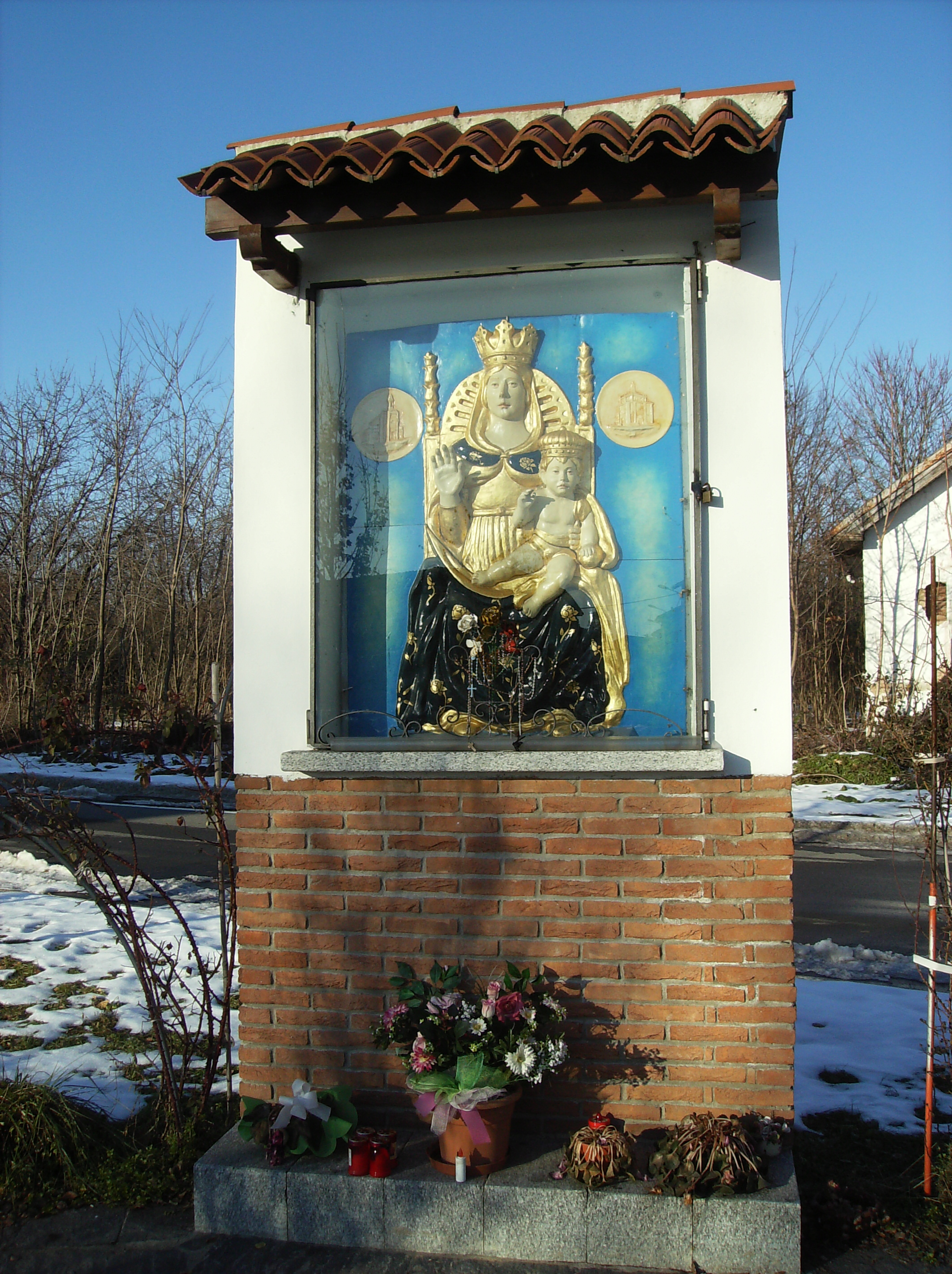
Raffigurazione della Madonna dell'Aiuto

### La peste del 1630
Nel 1621 sul territorio infuriò una nuova epidemia di peste. Inoltre, Busto Arsizio subì gravi danni nel 1629, a causa delle scorribande di soldati mercenari tedeschi e polacchi. Nel febbraio dell'anno successivo si scatenò sul borgo l'ennesima tremenda epidemia di peste. Nel corso di quello stesso anno furono uccisi 1000 dei 3 000 abitanti ed altri 500 morirono l'anno successivo a causa del contagio. L'evento fu raccontato dal canonico Giovanni Battista Lupi in un manoscritto che si trova ora a Copenaghen ed immortalato in due tele conservate nel Museo d'Arte Sacra di San Michele Arcangelo. Le contrade afferenti a San Michele Arcangelo, Pessina e Sciornago, ebbero un numero di vittime inferiore.
Quando l'epidemia cessò, nel 1631, i superstiti manifestarono la loro gioia con solenni processioni. In quell'occasione fu portato il simulacro miracoloso della Madonna di Santa Maria di Piazza, al cui Aiuto si attribuisce la grazia della cessazione del flagello. La Vergine viene detta per questo Madonna dell'Aiuto. Dopo tale esperienza gli abitanti del borgo sentirono il bisogno di avere un servizio sanitario permanente e comunale. Tale desiderio si espresse nei voleri scritti nei testamenti dei più generosi e umani tra i borghigiani, che lasciarono a tale scopo i propri beni ad un'associazione laica chiamata la Scuola dei Poveri di Cristo. Ancora oggi, il simbolo dell'Azienda Ospedaliera di Busto Arsizio è la Madonna dell'Aiuto venerata dai cittadini bustocchi.

### Seconda metà del XVII secolo
A partire dal 1657 si passò dalla ripartizione del borgo nelle quattro contrade alla suddivisione amministrativa nei cinque comunetti, che prendevano il nome da alcune famiglie locali. Il comune Arconati fu il primo ad essere costituito, seguito da Mizzaferro nel 1664. L'anno successivo si formarono i comuni Pasquali e Visconti (unito dal 1683 con il nuovo comune di Pozzo, con la denominazione "Pozzo e Visconti"). Da ultimo si creò il comune Dominante.
La dominazione spagnola, ottusa e formalistica, lasciò il Bustese in una profonda crisi che stremò le strutture produttive dei centri urbani. Si crearono inoltre un'intricata confusione istituzionale e un grande disordine amministrativo. Tutta l'economia, con industria e artigianato in primis, entrò in una fase di stagnamento.

## XVIII secolo

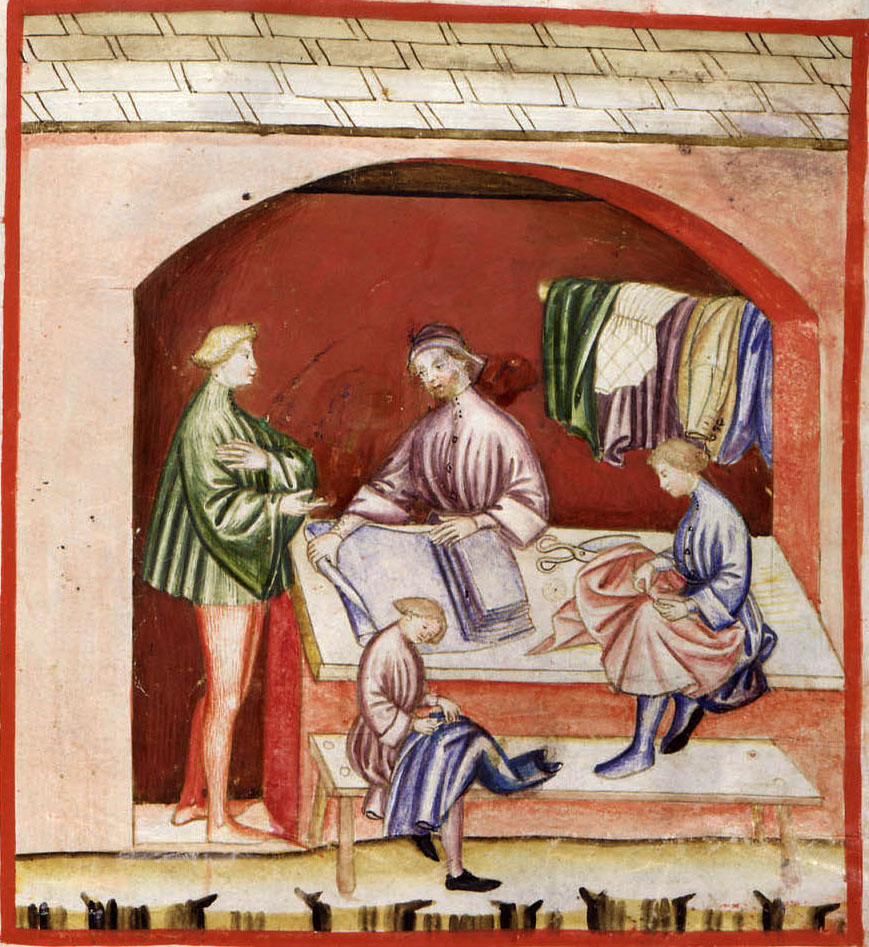
La manifattura della seta, tacuinum sanitatis casanatensis (XIV secolo)

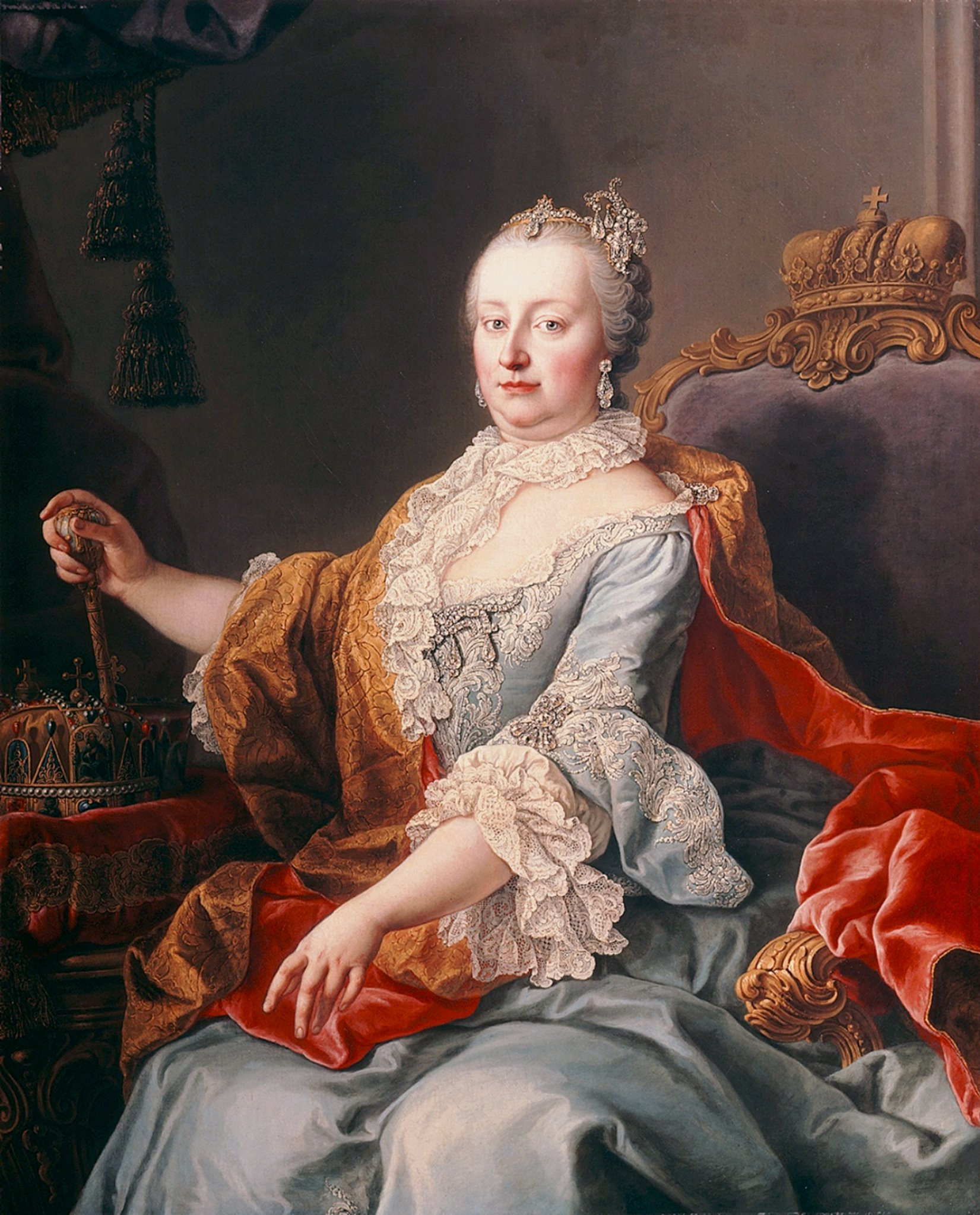
Maria Teresa d'Austria

Nel 1706, durante la guerra di successione spagnola, il territorio venne occupato dagli austriaci col loro sovrano Giuseppe I. All'inizio del Settecento, il borgo contava circa 6 000 abitanti. Il periodo austriaco (1714-1796) apportò alla società modificazioni lente e durevoli. Il fervore religioso rinnovatosi nel Settecento stimolò una rilevante produzione artistica: Busto Arsizio si arricchì di edifici religiosi come la Madonna delle Grazie (oggi Sant'Anna), la Madonna in Prato (che venne ampliata e completamente decorata di affreschi) ed i Mortori delle chiese di San Michele Arcangelo e San Giovanni Battista.
Per il 1720 si ha notizia dell'esistenza dell'Ospedale delle Orsoline, luogo di ricovero per infermi poveri.
Nel 1722, il geometra Carlo Giuseppe Ronzio, con l'assistenza di alcuni periti, iniziò e portò a termine le misure del borgo, poi raccolte nel Catasto Teresiano. Il clero ammontava ad 88 unità, su una popolazione suddivisa in circa 500 famiglie. Inoltre, su un totale di 27 625 pertiche, quasi 10 000 (calcolando i carichi personali in capo ai singoli ecclesiastici) erano intestati a benefici, canonicati, cappellanie e simili.
Ancora nel 1751 Busto Arsizio era divisa in cinque comuni. Durante il governo austriaco il potere dei feudatari venne radicalmente ridimensionato. Il 23 giugno 1757, l'imperatrice Maria Teresa d'Austria emanò un regolamento sull'amministrazione della comunità di Busto Arsizio il quale ne istituiva un consiglio che rappresentava l'intero comune. Vennero pertanto soppresse tutte le divisioni precedenti, cioè i "comunetti" formatisi durante il secolo precedente e denominati Arconati, Mizzaferro, Pasquali, Pozzo e Visconti, e vietata qualsiasi divisione futura. Nel borgo ricomposto si ebbe una ripresa dell'agricoltura, il cui valore veniva aumentato tramite la manifattura, la quale, attraverso la trasformazione dei prodotti agricoli, creava valore aggiunto. All'agricoltura è collegato lo sviluppo delle industrie tessili e in particolar modo la manifattura della seta, del lino, della lana e delle fibre, alcune delle quali erano prodotte in loco.
Nel 1753, il cardinale Giuseppe Pozzobonelli giunse alla Pieve di Busto, nel corso di una dettagliata visita pastorale di tutta la diocesi ambrosiana iniziata nel 1744 e portata a termine nel 1764. Dopo aver incontrato il clero locale e vergato i registri, consacrò solennemente gli altari maggiori delle due chiese principali del borgo. Intanto la popolazione del comune di Busto Arsizio era salita a 5 487 unità (1770).
Nel 1778 si estinse la famiglia dei conti Marliani, e nel 1779 il feudo di Busto Arsizio passò al conte Giuseppe Gambarana, primogenito dell'ultima Marliani e di Gerolamo. La famiglia Gambarana era ben vista alla corte di Vienna. Il 26 settembre 1786 il comune fu incluso nella provincia di Gallarate, con le altre località della Pievi milanesi, in seguito alla suddivisione del territorio lombardo in otto province. Dalla fine del 1787 la sede dell'intendenza politica fu spostata da Gallarate a Varese. Nel 1791 i comuni della pieve di Gallarate risultavano inseriti nel distretto XXXIII della provincia di Milano.
Durante il regno di Giuseppe II, figlio di Maria Teresa, si manifestò una resistenza della popolazione di Busto Arsizio alle riforme radicali, soprattutto di fronte alle leggi che soppressero le congregazioni religiose con finalità devozionali e contemplative.
Tale contrapposizione fra la società e il governo si accentuò con il trascorrere del tempo e raggiunse anche le caratteristiche della vera e propria rivolta, durante il periodo della dominazione francese. Il 29 gennaio 1797, una parte della popolazione di Busto Arsizio si ribellò contro l'esercito di Napoleone per liberare alcuni prigionieri austriaci, e nel corso dell'anno vi furono delle manifestazioni antifrancesi, in chiave filo-austriaca; nuovi tumulti scoppiarono anche nel 1798, sulla scia di quelli avvenuti a Luino.
L'anno successivo, il 28 aprile 1799, al grido della folla festante "Viva la religione! Viva Francesco II che ce la rende!", gli austriaci rientrarono a Milano trionfalmente. L'anno seguente però, Napoleone riprese il possesso dei territori della città.
Nel 1796 i conti di Busto Arsizio furono esautorati del loro feudo in seguito all'editto del 22 pratile anno IV (10 giugno 1796) nel quale venivano abolite le autorità feudali nei territori occupati dai francesi. Nel 1799 Busto Arsizio passò ai conti Cicogna, che mantennero il dominio sul borgo fino al 1822.

## XIX secolo

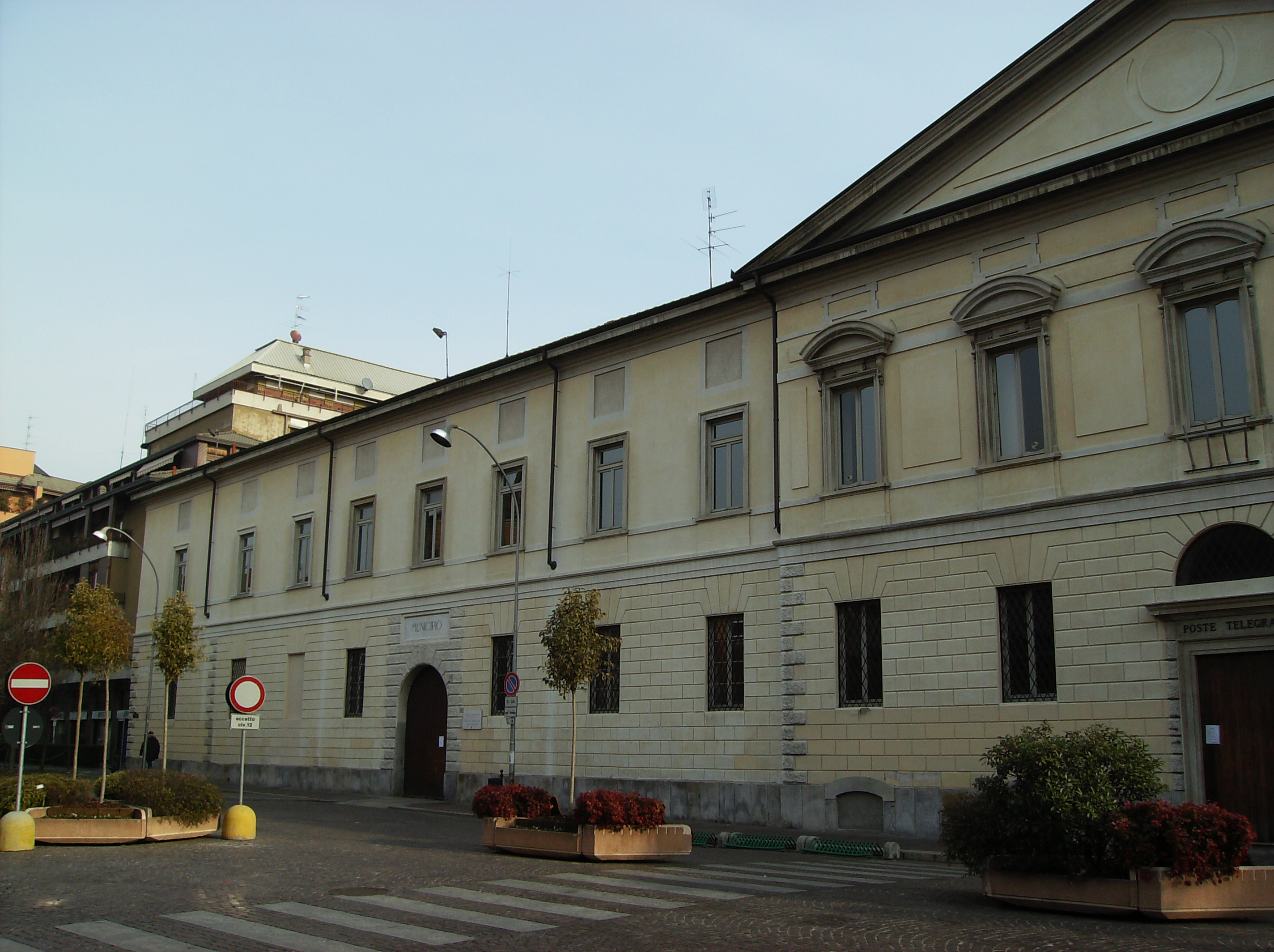
Palazzo Gilardoni

Il periodo francese (1796-1814) apportò alla società trasformazioni rapide e violente, ma non sempre durature. L'industria locale, che aveva avuto un promettente sviluppo sotto la dominazione austriaca, fu gravemente ostacolata dalla politica economica di Napoleone Bonaparte, che proibiva l'importazione di materiali e intralciava l'esportazione dei tessuti per favorire il commercio francese.
Nel 1806 il blocco continentale impedì l'entrata delle navi inglesi nei porti della penisola e tolse la possibilità di importare il cotone.
Dal punto di vista amministrativo, nel 1801 Busto Arsizio divenne parte del IV distretto del dipartimento d'Olona. Il capoluogo del Dipartimento era Milano, mentre quello del distretto era Gallarate. A partire dal 1805, Busto fu inserita nel nuovo compartimento territoriale del Cantone I di Gallarate, nel distretto sopracitato.
Il 7 dicembre 1813, alla notizia del possibile arrivo di truppe tedesche, scoppiarono nuove rivolte antifrancesi, organizzate probabilmente da bande esterne alla città; la repressione francese portò all'arresto di 9 uomini del posto.
Il 20 aprile 1814, approfittando del caos derivante dall'uccisione del ministro Prina, il carrettiere Andrea Crespi Bosinetti guidò la rivolta di un gruppo di cittadini, proclamandosi Re di Busto Arsizio (Re Bilì) con il sostegno della plebe. Alcuni negozi e case signorili vennero assaltate e le liste di coscrizione furono incendiate in Piazza Santa Maria, assieme ad altri documenti fiscali. Dopo tre giorni, un intervento austriaco ristabilì facilmente l'ordine, sostenuto da alcuni notabili locali, tra cui Giovanni Azimonti Gallora, Carlo Cesare Bossi e Paolo Tosi.

Nel 1814 il Regno d'Italia crollò definitivamente, anche in seguito alla sconfitta di Napoleone a Lipsia nel 1813; nel 1815 Busto Arsizio, insieme al resto della Lombardia e al Veneto, venne annessa al territorio asburgico. I due territori furono uniti nel Regno Lombardo Veneto. Nel 1816 il territorio soggetto al governo di Milano venne ripartito in nove province. La provincia di Milano venne suddivisa in sedici distretti e Busto Arsizio venne nominata capoluogo del XV distretto, che comprendeva anche Legnano.
Il progetto dell'Ospedale giunse nel 1825 ad un inizio di attuazione per opera del canonico Giuseppe Candiani. La Congregazione di Carità (ex-Scuola dei Poveri) incaricò l'architetto Pietro Gilardoni di redigere il progetto e successivamente fu iniziata la costruzione. L'inaugurazione del nuovo ospedale presso Palazzo Gilardoni avvenne 28 anni dopo, nel 1853. L'Ospedale funzionò per oltre mezzo secolo fino a rivelarsi insufficiente alla fine del secolo.

Il mercato di piazza Santa Maria nel XIX secolo

Nel periodo tra il 1830 e il 1850 la popolazione salì da 8 300  a 11 139 abitanti. Questo aumento fu reso possibile da una immigrazione sensibile e costante, presumibilmente dalle zone vicine, di famiglie in cerca di lavoro. In questo ventennio venne introdotta l'illuminazione pubblica a petrolio (1842).
Risulta che nel 1854 quasi la metà della produzione tessile lombarda era concentrata nella zona di Busto Arsizio (150 000 pezze su 338 000) nonostante tale zona avesse meno di un terzo dei telai lombardi (5 000 su 16 900). Questi dati evidenziano la resa nettamente più favorevole per i telai della zona di Busto Arsizio.
Nel 1855 venne completata la costruzione delle carceri cittadine. 

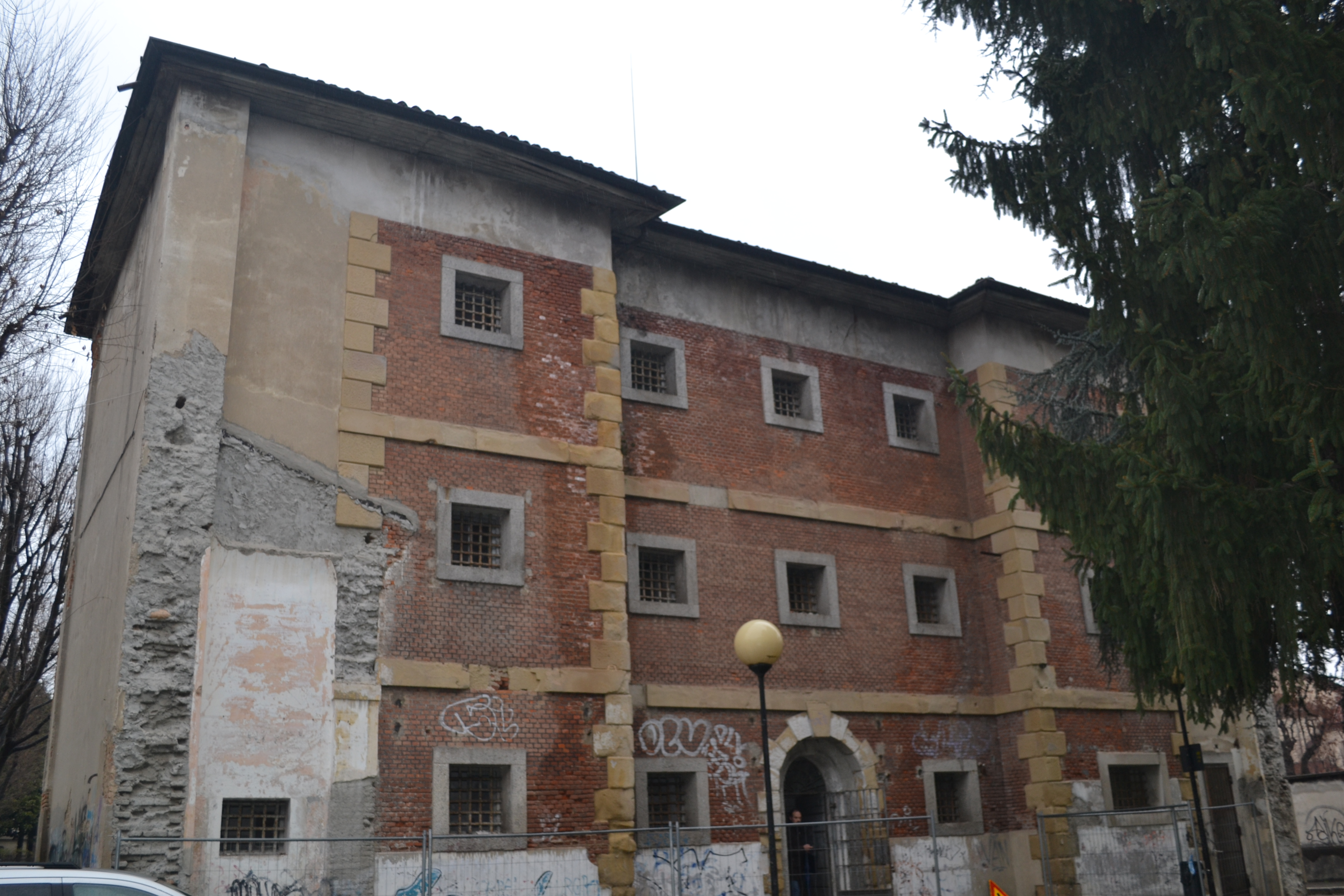
Esterno delle carceri austriache di Busto Arsizio nel 2016

Nella seconda metà dell'Ottocento iniziò lo sviluppo del borgo al di fuori della cinta difensiva, lungo la strà Balon (attuale corso XX Settembre) e la strada Garottola (attuale via Mameli). La popolazione infatti continuava a crescere e raggiunse nel 1861, anno della proclamazione del Regno d'Italia, le 15 720 unità. In quell'anno iniziarono una serie di trasformazioni che cancellarono l'aspetto ancora seicentesco del borgo e gettano le basi per quello attuale. Dal dicembre dell'anno precedente venne attivato anche il collegamento ferroviario con Milano: entrò in funzione la prima stazione del comune e venne fondato l'asilo Sant'Anna.

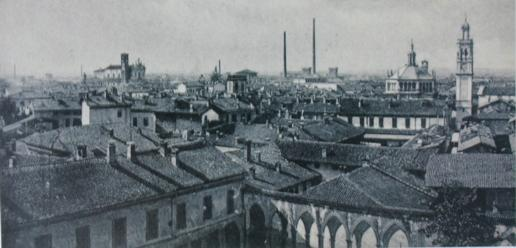
Panorama di Busto Arsizio: sulla sinistra si nota la chiesa di San Michele Arcangelo quando ancora non era sovrastata dal grattacielo, nel centro si possono vedere le due torri del Cotonificio Bustese, mentre sulla destra è visibile il Santuario di Santa Maria

Dalla metà del XIX secolo la moderna industria cominciò ad avere un ruolo sempre più importante, tanto che in pochi decenni Busto Arsizio diventò la cosiddetta "Manchester d'Italia" (nel 1862 contava già 51 ditte, in gran parte filature o tessiture). Infatti, quando la prima industria trovò nelle acque del fiume Olona un fondamentale mezzo per il suo sviluppo, il borgo, la cui fama nel campo tessile risaliva al Medioevo, gettò le basi per trasformarsi in una città all'avanguardia nel campo industriale, grazie alla dedizione al lavoro radicata nei suoi abitanti. Tra le altre nacquero: il Cotonificio Ercole Bossi(1875), il Cotonificio Giovanni Milani & Nipoti (1880), la meccanica Ercole Comerio (1885), il Cotonificio Bustese (1887), il Calzaturificio Giuseppe Borri (1892), la Tessitura Airoldi & Pozzi (1896), la tessitura Lissoni & Castiglioni, il Cotonificio Enrico Candiani.
Sotto l'amministrazione di Pasquale Pozzi, vennero demolite le storiche porte della città.
Il 30 ottobre del 1864 Busto Arsizio ottenne nel Regno d'Italia il titolo di città e, in base alla legge sull'ordinamento comunale del 1865, il comune dovette essere amministrato da un sindaco, da una giunta e da un consiglio. Da quell'anno fu istituito anche il Tribunale civile e penale di Busto Arsizio (il quale acquisì per un periodo le competenze del Tribunale di Varese). Accanto alla crescita di prestigio della città, si ebbe un aumento demografico, che permisero di proporre il progetto di suddividere nuovamente Busto Arsizio in due parrocchie. La richiesta venne inviata alla Prefettura di Milano nel 1869, che la girò alla Curia Arcivescovile.
L'espansione della città ebbe grossi effetti anche sull'economia. Nel 1873, quindici anni dopo l'apertura della filiale bustese della Cassa di Risparmio, venne fondata la Banca di Busto Arsizio. Sette anni dopo, nel 1880, venne abbattuta la porta dei Re Magi (la porta Milano era stata demolita negli anni sessanta). Nel 1882 vennero completati i lavori iniziati due anni prima per la linea ferroviaria delle Ferrovie Nord ed entrò in funzione la seconda stazione di Busto Arsizio.
Il 15 settembre 1880 venne inaugurata la linea tranviaria interurbana Milano-Gallarate con trazione a vapore. Il tram, proveniente dall'allora Porta Tenaglia a Milano (attuale Porta Volta), entrava a Busto Arsizio attraverso la Stra' Balon, odierna via XX Settembre. A cominciare dalla metà della via, siccome entrava nel centro abitato, riduceva la sua velocità (la massima concessa dalla Provincia di Milano era di 15 km/h) e veniva accompagnato, a passo d'uomo, dal trombettiere. Una volta raggiunta la piazza Garibaldi, costeggiava quello che anticamente era il perimetro del vecchio borgo attraverso la piazza Trento e Trieste, la via Mazzini e la piazza Manzoni. Una volta arrivato in corrispondenza della chiesa di Madonna in Prato, il trombettiere lasciava il tram, il quale riprendeva la sua corsa con destinazione Gallarate attraverso via Quintino Sella e viale della Repubblica. La linea venne chiusa definitivamente il 18 gennaio 1966 anche se il tratto tra Legnano e Gallarate non funzionava più già dal 1951.

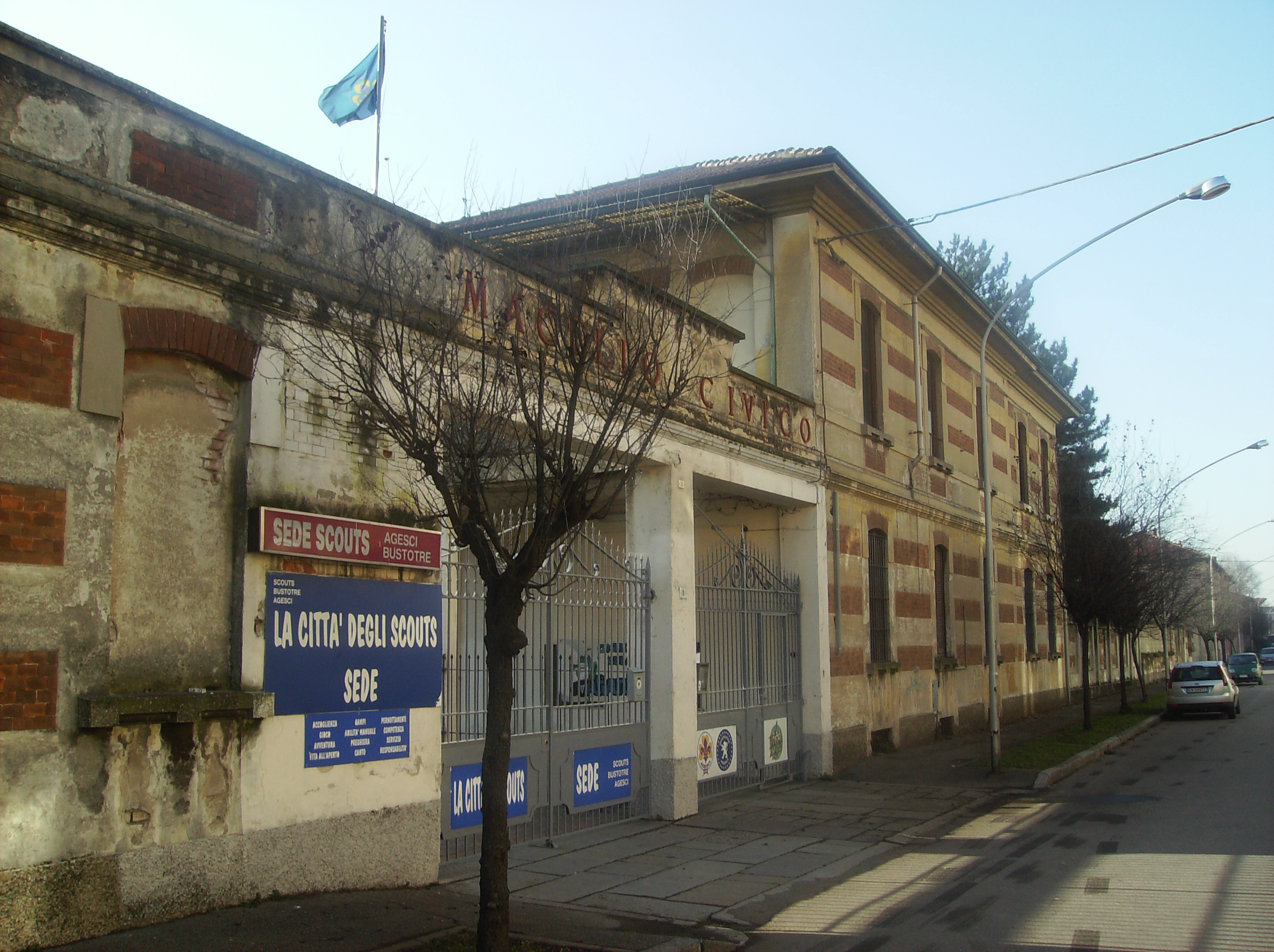
Macello Civico progettato da Camillo Crespi Balbi

Negli ultimi 15 anni del XIX secolo iniziò l'attività di Enrico dell'Acqua, pioniere italiano dell'esportazione cotoniera nel mondo, ed in particolare in Africa, in Asia minore e in America del Sud, dove la presenza di masse compatte ed agiate di italiani poteva garantire il buon esito dell'impresa, che si concluse nel primo decennio del secolo successivo. Busto Arsizio acquistò così la duplice natura di città cotoniera e meccanica, situazione che le assicurò a lungo fortuna e benessere.
Nel gennaio 1883 sorse la "Lega dei Figli del Lavoro", tra le prime organizzazioni dei lavoratori della città, che favorì lo sviluppo del movimento operaio; legata al Partito Operaio, venne sciolta nel 1886.
A fine secolo, nel 1891 entrò in funzione il Teatro Sociale, progettato dall'architetto Achille Sfondrini (1836-1900, già autore nel 1872 del Carcano di Milano e nel 1880 del Costanzi di Roma). Il primo spettacolo fu La forza del destino di Giuseppe Verdi e F.M. Fiori (27 settembre). Due anni dopo, nel 1893, venne aperto il nuovo Cimitero monumentale, che sostituiva quello nel prato di San Gregorio, appena fuori dal perimetro dell'antico borgo. Del 1894 fu il primo progetto del Macello Civico, di Camillo Crespi Balbi.
Nel 1895 nacque il Circolo Socialista, primo nucleo della sezione bustese del Partito Socialista; venne sciolto nel 1898 dopo i fatti di Milano.
Nel 1897 fu inaugurato l'acquedotto pubblico, costituito da un enorme pozzo serbatoio issato su una torre alta 25 metri, che domina ancora oggi Via Monte Rosa. Il serbatoio funzionò fino al 1978. A progettare la torre fu l'ingegner Eugenio Villoresi, ideatore anche del famoso canale. A gestire l'acquedotto era la Società Condotta d'Acqua di Busto Arsizio, fondata nel 1896.

## XX e XXI secolo

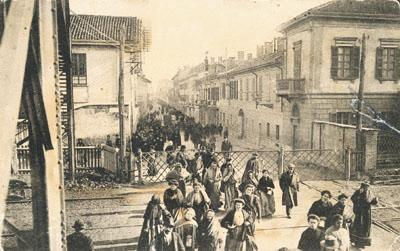
Uscita degli operai all'incrocio tra via XX Settembre e la ferrovia Mediterranea (oggi viale della Gloria)

I primi anni del Novecento furono un periodo di grandi fermento e trasformazione per la città. Le novità tecnologiche e i nuovi mezzi di trasporto indussero molti imprenditori a riorganizzare o ampliare i propri stabilimenti. Il notevole incremento demografico (Busto Arsizio nel 1901 aveva oltre 24 000 abitanti ed era cresciuta all'incirca del 40% in soli vent'anni) rese precario l'assetto urbanistico della città e per questo motivo si stesero diversi progetti per Piano Regolatore. Inoltre, nuove industrie si affiancarono a quelle fondate nel secolo precedente: il Cotonificio Venzaghi (1906), i Molini Marzoli Massari (1906), la meccanica Luigi Grampa e Figli (1913), il Cotonificio Benigno Crespi (1914). Le residenze degli imprenditori bustocchi, simbolo del potere economico della città, furono costruite nelle vicinanze dei capannoni industriali dando luogo a isolati con una commistione d'uso produttivo e residenziale.
Crebbe anche il peso della componente operaia, che favorì l'elezione del primo sindaco radicale nel 1905 (Giuseppe Rossi) e, successivamente, del primo sindaco socialista nel 1914 (Carlo Azimonti).
In questi anni di espansione della città e di incremento demografico, si riaccesero le speranze di suddividere nuovamente il territorio in due parrocchie. Inizialmente si voleva procedere ad una suddivisione attraverso la direttrice nord-sud che passa per piazza Santa Maria, ottenendo due zone quasi omogenee per estensione e numero di abitanti. Nel luglio del 1901, il cardinal Andrea Carlo Ferrari giunse a Busto Arsizio in una visita pastorale che nella Pieve non si svolgeva dal 1753, ma non si espresse in merito alla questione. Finalmente, nel 1906, tre anni dopo l'inaugurazione della prima scuola rionale sorta proprio nei pressi della chiesa, il secondo beneficio curato di San Michele venne eretto a parrocchia.
Anche la storia delle prime colonie bustocche affonda le sue radici nei primi anni del Novecento, se non addirittura negli ultimi dell'Ottocento. In un primo momento sorsero le colonie di Loano e Varallo Sesia. Successivamente furono aperte quelle di Ceresole e San Fedele d'Intelvi.

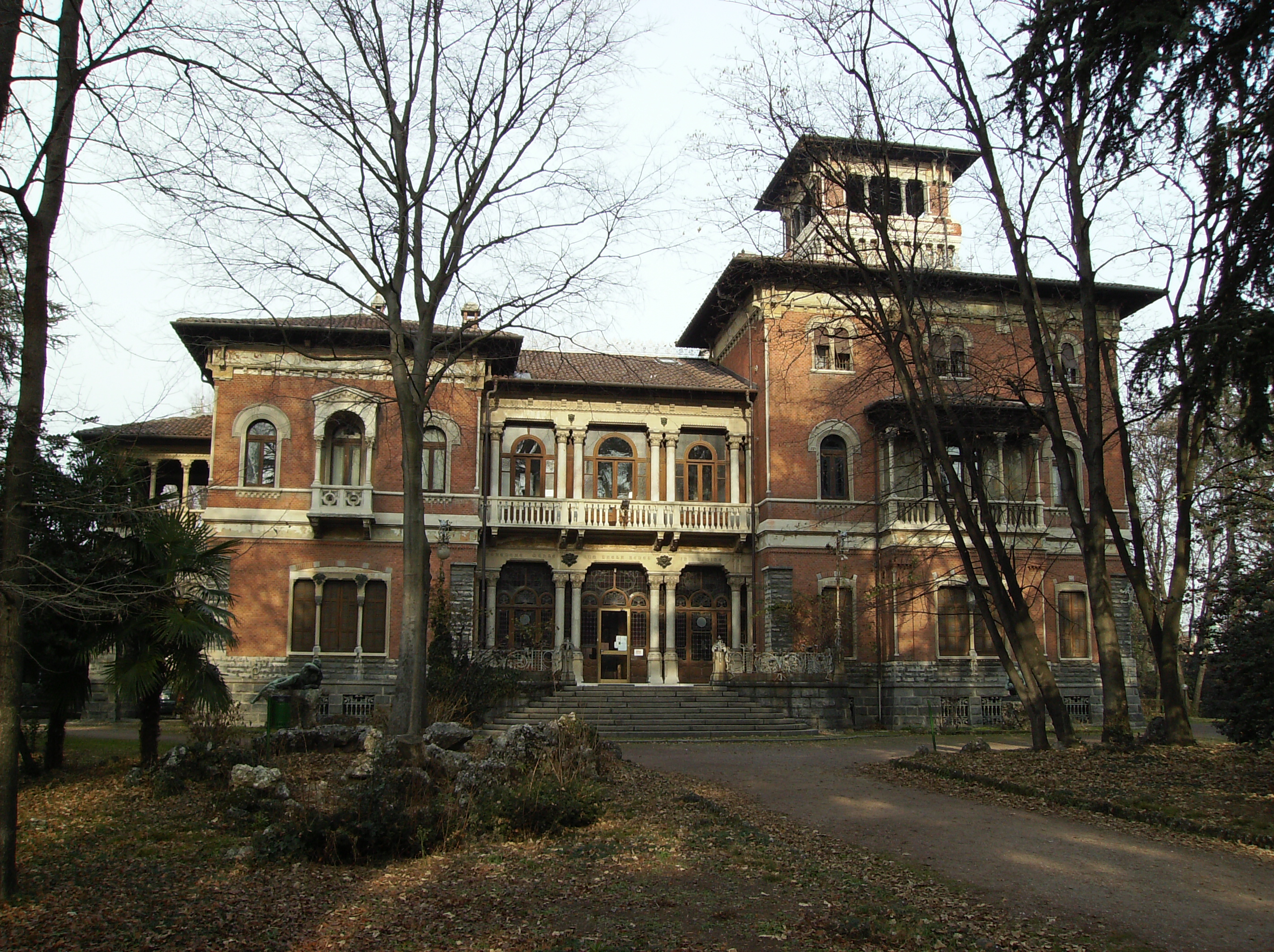
Villa Ottolini-Tosi

Per quanto riguarda l'architettura bustese, nei primi anni del nuovo secolo cominciarono a sorgere le prime ville in stile Liberty, le cui caratteristiche principale sono la rottura della rigida simmetria del passato e l'utilizzo dell'ornamento geometrico o floreale come espressione della libertà compositiva. Le prime avvisaglie bustocche del nuovo stile si incontrano nei ferri battuti di Alessandro Mazzucotelli nelle ville Ottolini-Tosi (1902) e Ottolini-Tovaglieri (1903). Successivamente, Silvio Gambini progettò diversi edifici in stile Liberty, come quello dei Molini Marzoli Massari (1906) e la sontuosa villa Leone (1910).
Nel 1915, anno in cui l'Italia entrò in guerra, a Busto Arsizio venne fondata la Società Anonima Ferrovie Meridionali Sarde con lo scopo di costruire una ferrovia a scartamento ridotto (950 millimetri) nel sud ovest della Sardegna, secondo un progetto approvato dal Governo e risalente al 1911. Il primo maggio dello stesso anno, venne inaugurato il nuovo ospedale.
Il primo dopoguerra coincise con un momento difficile per l'industria. La ferrovia, da fattore incentivante, diventò ostacolo all'espansione della città. Per questo venne spostata nel 1924 sul suo attuale sedime, a est del centro abitato. Al posto dell'antico tracciato, quasi confinante col limite dell'antico borgo dal quale lo divideva solo il vecchio Ospedale cittadino, sorsero i viali A. Diaz, Duca d'Aosta, L. Cadorna e G. Borri. Il censimento industriale del 1927 mise in rilievo il ritorno ad una la situazione favorevole per l'industria.. Nacquero, negli anni venti e trenta, altre importanti fabbriche come la meccanica Mario Crosta (1925) o la Fonderia Tovaglieri (1938).
Dopo il conflitto, inoltre, anche a Busto crebbe il movimento fascista, e nell'agosto 1922 il Comune venne occupato dalla Camicie Nere, che spodestarono l'amministrazione socialista. Alle elezioni del 1923, complice anche l'astensione delle opposizioni, la netta vittoria dei Blocchi Nazionali portò all'elezione di Ottorino Maderna, che sarebbe poi divenuto il primo podestà.

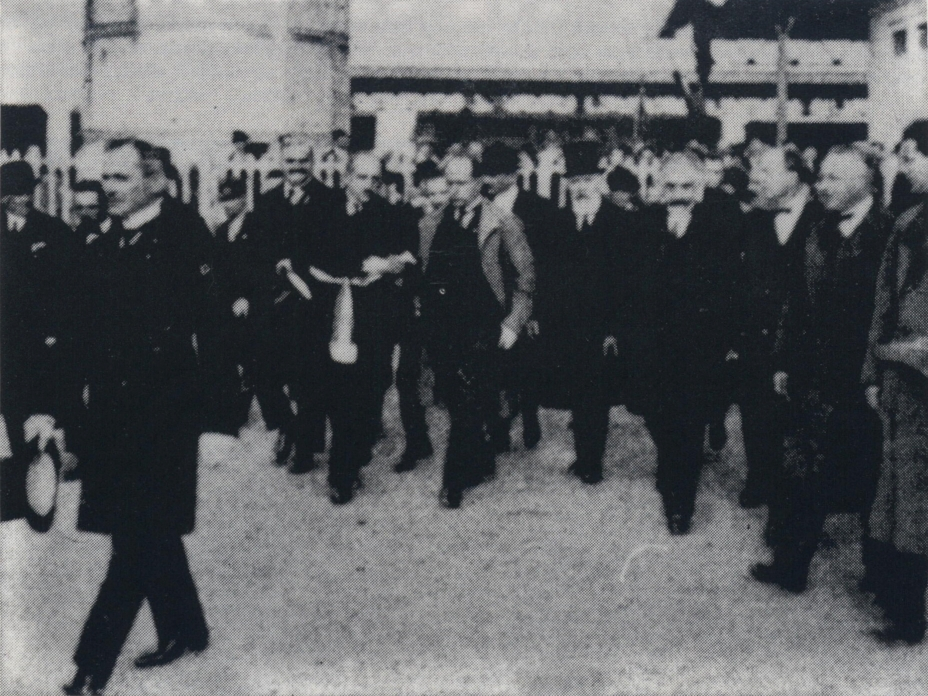
Benito Mussolini inaugura la nuova stazione ferroviaria (25 ottobre 1924)

Nel 1922 la sede del Comune venne trasferita da Palazzo Cicogna, ormai inadatto, a Palazzo Gilardoni, ex ospedale, che era stato acquistato dal comune nel 1914. Nel 1927 venne inaugurato lo Stadio Carlo Speroni, nel quale tutt'oggi gioca la Pro Patria. In quello stesso anno, Busto Arsizio passò dalla Provincia di Milano a quella di Varese; la città, pur essendo la più grande della nuova provincia, non venne infatti scelta come capoluogo. Secondo una leggenda cittadina, un fattore che contribuì alla decisione fu il comportamento dei bustocchi in occasione di una visita di Benito Mussolini alla città, in occasione della quale il Duce venne ignorato dalla maggioranza dei cittadini. Il 6 aprile dello stesso anno ebbero luogo le elezioni generali, che si svolsero sotto il controllo dei fascisti. Nonostante l'incitamento al dovere, votò solo il 73% degli aventi diritto e il successo della lista di destra fu meno ampio del previsto e ben al di sotto della percentuale nazionale del 64%. Dal 21 aprile (e fino al 1945) gli organi democratici di Busto Arsizio, come quelli di tutti comuni italiani, furono soppressi e tutte le funzioni in precedenza svolte dal sindaco, dalla giunta e dal consiglio comunale furono trasferite ad un podestà, nominato con Regio decreto.
Nel 1928 a Busto Arsizio vennero aggregati i comuni di Borsano e di Sacconago che al censimento del 1931 contavano rispettivamente 2 413 e 4 435 abitanti, su un totale della città di 39 841 abitanti, che la confermavano la città più popolosa della provincia.
Sempre nel 1928 fu costruita la centrale del latte, una delle opere pubbliche realizzate in quel periodo fuori dal centro storico. Le altre sono la Colonia elioterapica (del 1929), la scuole Pontida (del 1933), il mercato coperto (del 1935) e la piscina comunale (del 1938).
Durante il ventennio, è indubbio che due preti furono tra i promotori dello sviluppo della città: don Paolo Cairoli per il quartiere dei Santi Apostoli (ancor oggi si dice popolarmente quartiere "don Paolo") e don Ambrogio Gianotti per il quartiere di Sant'Edoardo.

Piazza Cristoforo Colombo

Busto Arsizio partecipò attivamente alla lotta armata di Resistenza sulle montagne e al lavoro clandestino di supporto, che si svolgeva in città. Gli operai organizzarono diversi scioperi fin dalla primavera del 1943. Si formarono alcune brigate partigiane: la Raimondi, la 102ª brigata Garibaldi e la Lupi, che agiva a Sacconago. Anche i sacerdoti della città parteciparono silenziosamente alla Resistenza.
Sebbene Busto Arsizio, a differenza delle zone limitrofe e di Milano, dall'autunno 1944 fu risparmiata dai bombardamenti in quanto sede della cosiddetta missione Chrysler che manteneva i contatti tra partigiani e Alleati,, la città subì tre incursioni di cacciabombardieri che avvennero nel periodo estivo del 1944. L'ordine di insurrezione finale partì la mattina del 25 aprile 1945, dalla chiesa di Sant'Edoardo, nella quale si era stabilito un nucleo partigiano. In serata, dopo che i fascisti e i tedeschi ebbero accettato la resa, Radio Busto Libera fu la prima emittente del Nord Italia ad annunciare la liberazione dai nazi-fascisti in tutto il Nord Italia. Busto Arsizio fa parte delle città decorate ed è stata insignita della Medaglia di Bronzo al Valor Militare per i meriti acquisiti durante la lotta partigiana nel corso della seconda guerra mondiale.

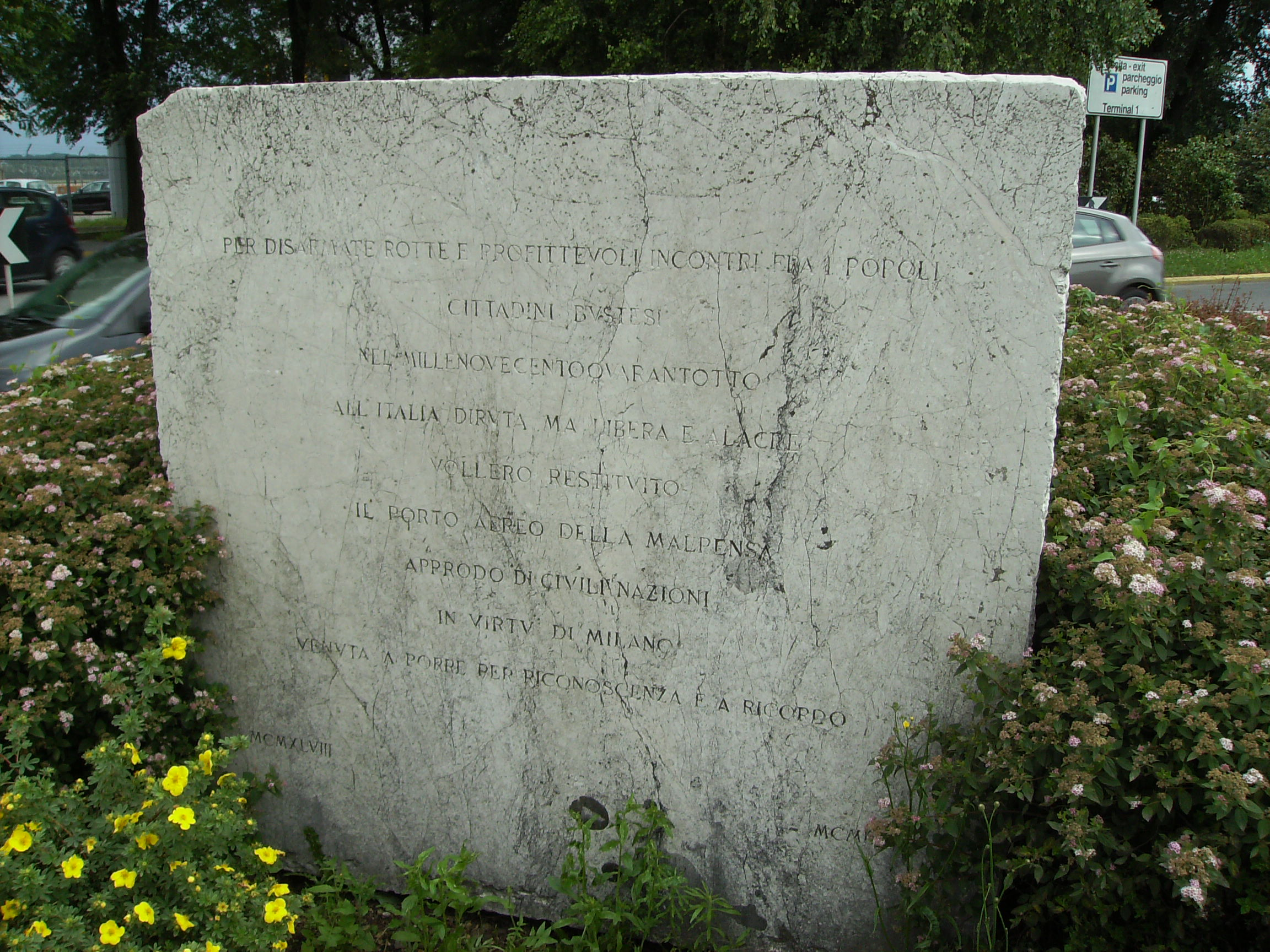
Cippo commemorativo ai cittadini di Busto Arsizio situato nell'aeroporto della Malpensa (ex-aeroporto Città di Busto Arsizio)

Nel frattempo, a poco a poco, furono create tutte le nuove parrocchie che si sommarono alle quattro storiche. La prima fu quella dei Santi Apostoli in via Genova (1930). Successivamente vennero create Sant'Edoardo (1947), San Luigi nel rione Beata Giuliana (1958), Sant'Anna nel villaggio omonimo (1961) e Santa Maria Regina (1964). La parrocchia del Redentore fu istituita nel 1973, seguita dieci anni più tardi da quella del Sacro Cuore (1983), conosciuta come parrocchia dei Frati. Le ultime due parrocchie create furono quella di San Giuseppe (1990) e di Santa Croce di Brughetto (1991).
Nel secondo dopoguerra, lo sviluppo riprese e numerose furono le iniziative sostenute finanziariamente dai bustocchi e dai bustesi. Una delle più importanti fu la costruzione dell'aeroporto intercontinentale della Malpensa, già Aeroporto Città di Busto Arsizio. Il 22 maggio 1948, infatti, venne fondata in città la SEA con il nome di Società Aeroporto di Busto Arsizio. Giovanni Rossini, imprenditore e sindaco di Busto Arsizio, fu eletto presidente del consiglio di amministrazione. In alcuni mesi furono riqualificati gli edifici e gli impianti, e il 21 novembre di quello stesso anno, alla presenza del cardinal Ildefonso Schuster, di ministri e sottosegretari, il nuovo aeroporto di Malpensa cominciò a funzionare con l'atterraggio di un quadrimotore.
Una seconda importante iniziativa fu promossa nel 1951 dal banchiere Benigno Airoldi, dagli industriali Antonio Tognella, Carlo Schapira, Enrico Candiani, dal sindaco Giovanni Rossini e dai parlamentari Facchinetti, Morelli, Tosi, i quali crearono la Mostra Internazionale del Tessile, demolita nel 2009. La progettazione dell'edificio fu affidata a Enrico Castiglioni, Luigi Crespi, Carlo Fontana ed Eugenio Prandina. La zona scelta si trova sul territorio di Castellanza, ma il progetto fu sviluppato da un consorzio in cui Busto Arsizio ebbe una parte dominante.
Uno dei fatti di cronaca nera che ebbe maggior eco in quegli anni fu la morte del brigadiere Francesco Nannetti che, chiamato ad intervenire sul luogo di un pluriomicidio nella centralissima via Cavour, dando prova di sprezzo del pericolo, affrontò l'assassino, fu colpito in varie parti del corpo e mori quello stesso giorno.

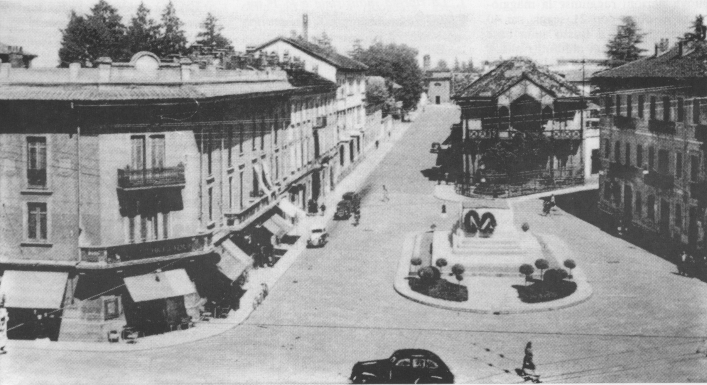
Piazza Garibaldi all'inizio degli anni cinquanta

In quegli anni si assistette ad un nuovo periodo di crescita demografica. Gli abitanti, che nel 1949 erano 49 200, salirono a 55 930 nel 1955 e a 78 601 nel 1971, anche grazie alla forte immigrazione, molto accentuata soprattutto negli anni tra il 1960 e il 1964, quando il saldo migratorio superò i 1 500 abitanti ogni anno. Proprio in previsione di tale crescita demografica, l'Amministrazione Comunale decise la costruzione del "Villaggio Sant'Anna", realizzato tra il 1958 e il 1960 da un gruppo di architetti coordinati da Enrico Castiglioni. Parallelamente, negli anni cinquanta e sessanta fu costruito, vicino a Borsano, il quartiere "Giuliani e Dalmati", così denominato in quanto destinato all'accoglienza da parte della città dei numerosi italiani esuli delle terre dell'Istria, della Venezia Giulia e della Dalmazia nel secondo dopoguerra.
Nel 1970, i comuni di Busto Arsizio, Gallarate, Legnano, Nerviano e Samarate fondarono l'ACCAM (Associazione Consortile dei Comuni dell'Alto Milanese) per progettare, organizzare e fabbricare impianti di smaltimento rifiuti. L'azienda ha sede a Busto Arsizio. Le due linee dell'impianto, aperte il 21 agosto 2000 smaltiscono centodiecimila tonnellate di rifiuti all'anno (400 tonnellate al giorno).
Nel 1984 venne chiuso il vecchio e ormai fatiscente carcere (situato in pieno centro), sostituito da una nuova e più moderna struttura.

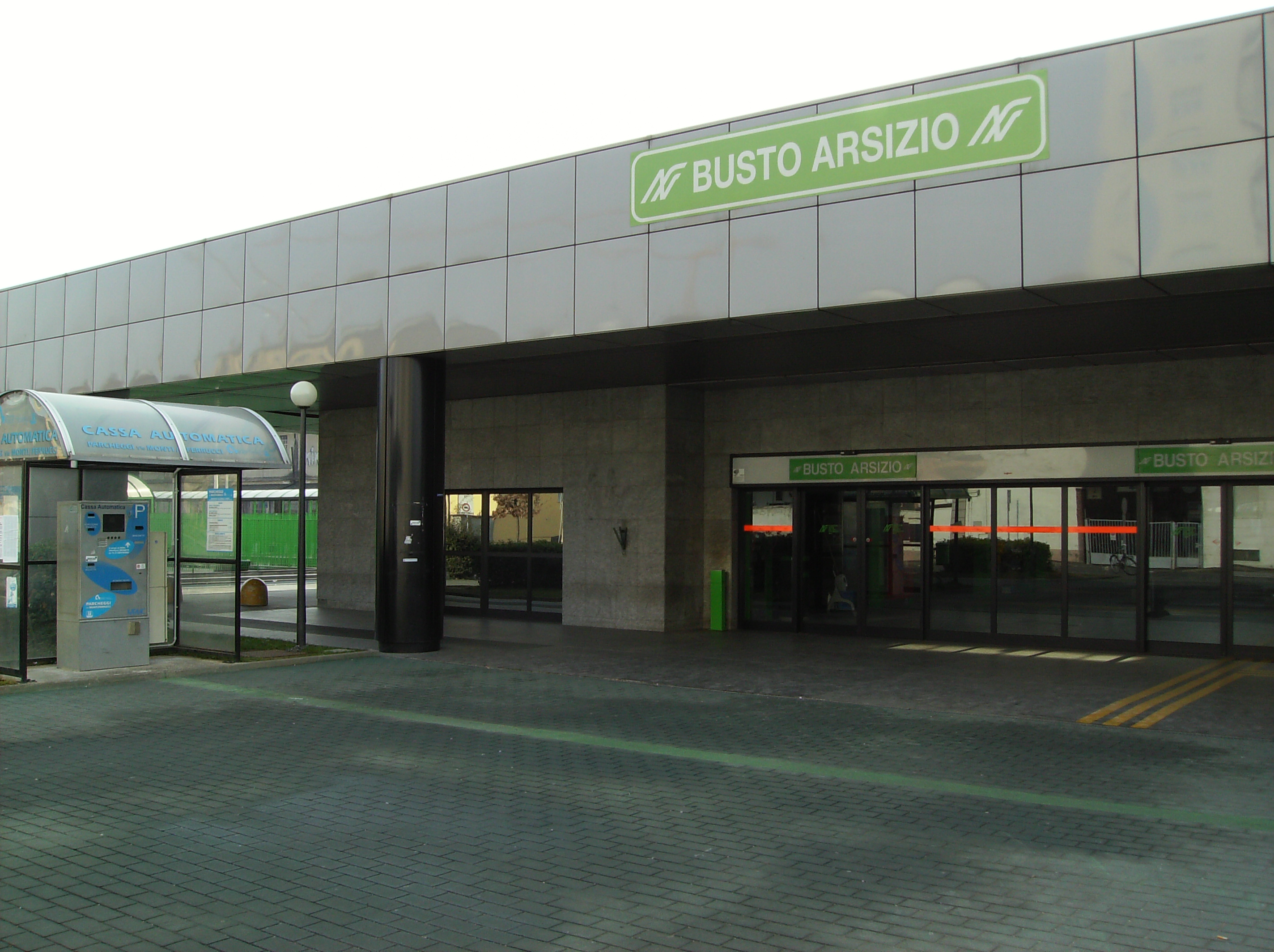
Nuova stazione delle Ferrovie Nord di Busto Arsizio

Durante gli anni ottanta un'altra figura di sacerdote fu intrinsecamente legata alla città di Busto Arsizio e ai bustocchi: quella del "un martire della carità e dell'amore" don Isidoro. Già docente del Liceo Classico Daniele Crespi e direttore dell'edizione dell'Altomilanese del settimanale "Luce", fu tra i fondatori dell'associazione "Marco Riva" di Busto Arsizio, che nacque come centro di ascolto e divenne, nel 1987, una comunità per tossicodipendenti. Nel 1990 fu nominato coadiutore della neonata parrocchia di San Giuseppe, e sarebbe succeduto al parroco don Giuseppe Ravazzani se la sua breve ma intensissima vita terrena non fosse stata interrotta prematuramente. Infatti, il 14 febbraio 1991, venne accoltellato e ucciso da Maurizio Debiaggi, un giovane tossicodipendente con gravi problemi psichici, in cura presso il centro "Marco Riva". Al suo funerale l'allora cardinale della diocesi di Milano Carlo Maria Martini lo ricordò paragonandolo ad un santo. Ogni anno, in occasione di san Valentino, si tiene un concerto in sua memoria in città.
Sul finire degli anni ottanta, l'amministrazione comunale decise di interrare la linea delle Ferrovie Nord Milano che tagliava in due la città e partecipò alle spese con un esborso pari a 22 miliardi di lire (circa 15 milioni di euro), su un costo totale di circa 80 miliardi (circa 40 milioni di euro). La vecchia stazione, situata in fondo alla via Ugo Foscolo, fu rasa al suolo per lasciare spazio a parcheggi e ne fu costruita una nuova. Furono eliminati i due passaggi a livello di via Magenta e via Milazzo, sulle due principali arterie che mettono in comunicazione il centro di Busto Arsizio coi quartieri di Sant'Edoardo, Sacconago e Borsano. Nel giugno del 1996 riprese il servizio ferroviario sulla tratta tra Milano e Novara. Con l'interramento della linea si rese inutilizzabile il raccordo tra la stazione FS di Busto e quella FNME di Busto (chiamato raccordo X). Nel 2009 sono stati ultimati i lavori per il suo ripristino.

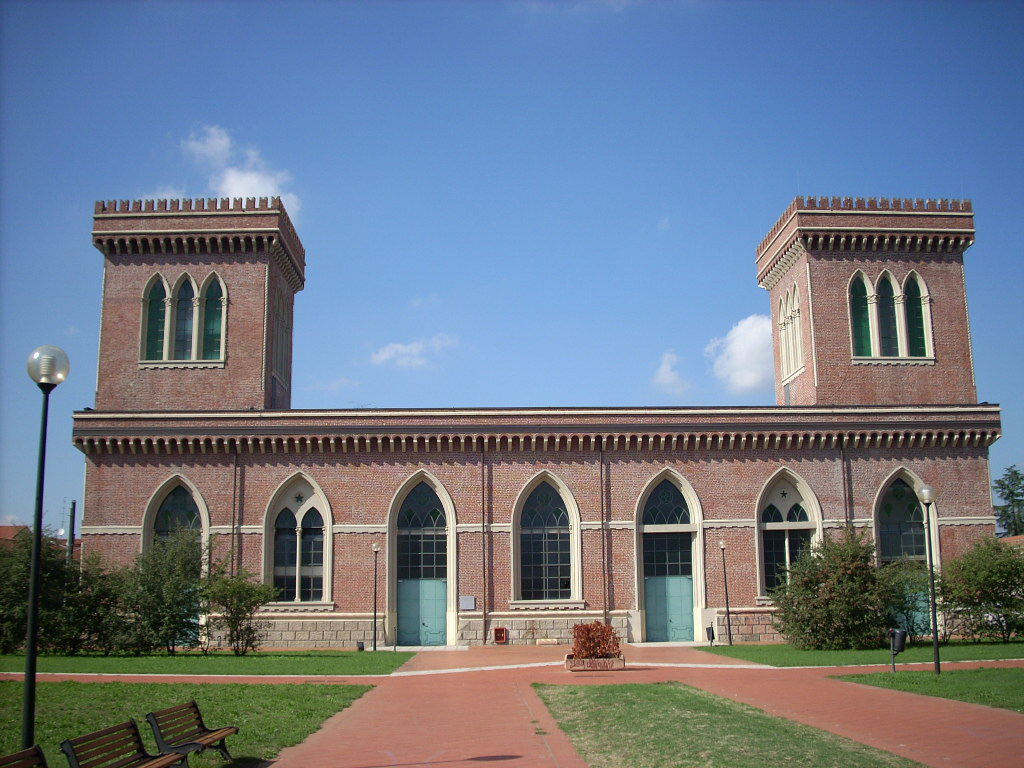
Museo del Tessile e della Tradizione Industriale di Busto Arsizio

Nel 1992 fu costruito il Terminal Hupac di Busto Arsizio, destinato al trasporto intermodale ferrovia-strada. In quell'anno la società svizzera Hupac introdusse i primi treni shuttle tra tale terminal di quello di Colonia, in Germania. Il terminal di Busto Arsizio, ampliato nel 2005, costituisce uno dei più grandi scali europei di questo tipo e il più grande scalo di trasbordo per il traffico combinato sulla direttrice nord-sud Europa attraverso la Svizzera.
Nel 1997, al termine della ristrutturazione del parallelepipedo anteriore dell'edificio della filatura dell'ex-Cotonificio Bustese, venne allestito il Museo del Tessile e della Tradizione Industriale di Busto Arsizio nel quale sono raccolti vecchi telai e altri macchinari.
È in fase di ultimazione la nuova stazione ferroviaria di Busto Arsizio-Castellanza, situata in corrispondenza del sovrappasso dei binari delle ferrovie dello Stato su quelli delle ferrovie Nord. È in costruzione, inoltre, un raccordo di collegamento tra la stazione RFI di Busto Arsizio e la nuova stazione FNME di Busto Arsizio-Castellanza, detto raccordo Z. È in progetto anche il raccordo Y, che collegherà la stazione di Busto Arsizio Nord con la stazione di Legnano di RFI.
L'industria bustocca si è comunque molto diversificata, anche a causa della crisi che ha investito il settore tessile. La città ha saputo far fronte al declino del tessile in due modi: incentivando altri campi del settore secondario (l'industria meccanica, la lavorazione della plastica e l'edilizia) e sviluppando costantemente il settore commerciale e del terziario.